# Vorarlberg

Logo

Il Vorarlberg (in alemanno Vorarlbearg) è uno dei nove Stati federati dell'Austria e il più occidentale di essi. Confina con i cantoni svizzeri dei Grigioni a sud e di San Gallo a ovest, con il Liechtenstein a ovest, con il Land tedesco della Baviera a nord e con il Tirolo a est, affacciandosi per un tratto sul lago di Costanza.
Lo Stato federato austriaco rientra nel bacino idrografico del Reno, mentre le altre terre austriache si ritrovano in quello del Danubio. I dialetti di questa regione sono forme di lingue tedesche alemanne e sono più vicini alla lingua sveva e allo svizzero tedesco, mentre i dialetti parlati in altre parti dell'Austria sono più simili alla lingua bavarese.

## Origine del nome
Il nome Vorarlberg (in Austria solitamente l'accento va sulla seconda sillaba: [foːɐ̯ˈarlbɛrk], in Germania talvolta anche sulla prima: [ˈfoːɐ̯ arlbɛrk]) deriva dal passo dell'Arlberg, un tempo importante per i trasporti. Dal punto di vista del Sacro Romano Impero e del castello ancestrale degli Asburgo nel cantone di Argovia, la zona si trova "prima" (in tedesco: vor) dell'Arlberg. Il nome "Vorarlberg" è stato usato dalla metà del XVIII secolo per i territori che si sono sviluppati insieme per formare un unico paese, dopo che i possedimenti asburgici erano già stati indicati come "die Herrschaften vor dem Arlberg" (tradotto dal tedesco: i domini prima dell'Arlberg) fin dal tardo Medioevo.

## Geografia fisica
ll Paese è compreso tra il Lago di Costanza e il Reno alpino a ovest, le Alpi della Lechtal, l'Arlberg e il Gruppo del Verwall a est, le catene montuose del Reticone e del Silvretta a sud e l'Algovia a nord. Le montagne a nord della Klostertal e dell'Arlberg sono considerate parte delle Alpi calcaree settentrionali.

### Morfologia

#### Valli
Il Vorarlberg montuoso è strutturato innanzitutto dalle valli e dai loro fiumi. La Valle del Reno, con i fiumi Reno, Walgau e Ill, è l’area più popolata.
Altre valli e i loro fiumi (tra parentesi) sono:

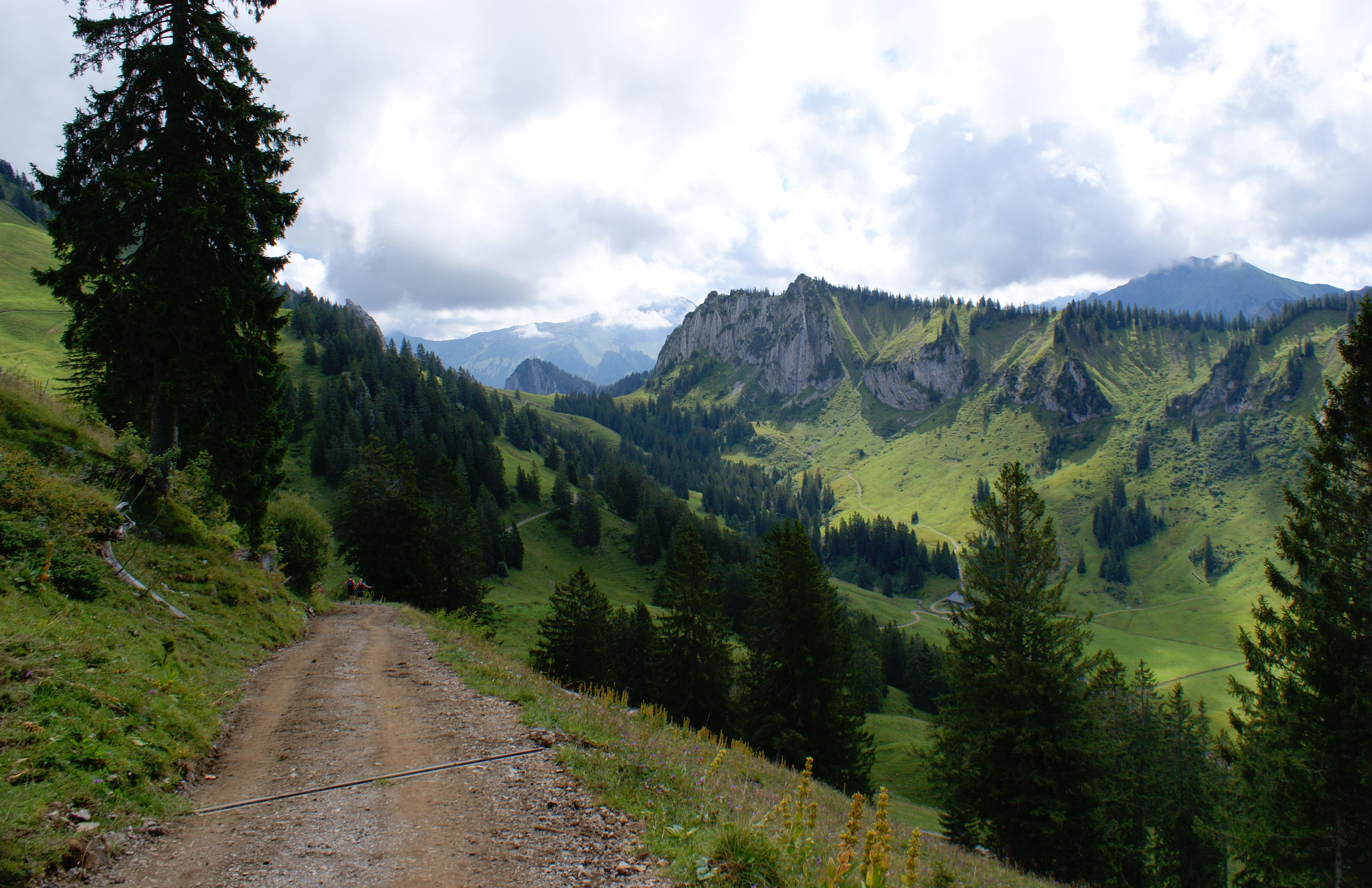
Vista dei pascoli di montagna nel comune di Bezau (Bregenzerwald, Vorarlberg).

- Vista dei pascoli di montagna nel comune di Bezau (Bregenzerwald, Vorarlberg).Montafon (Ill)
- Klostertal (Alfenz)
- Grosses Walsertal (Lutz)
- Brandnertal (Alvier)
- Laternsertal (Frutz)
- Valle di Leiblach (Leiblach)
- Bregenzerwald (Bregenzer Ach)
- Kleinwalsertal (Breitach)
- Lechtal (Lech)
- Silbertal (Litz)

#### Monti

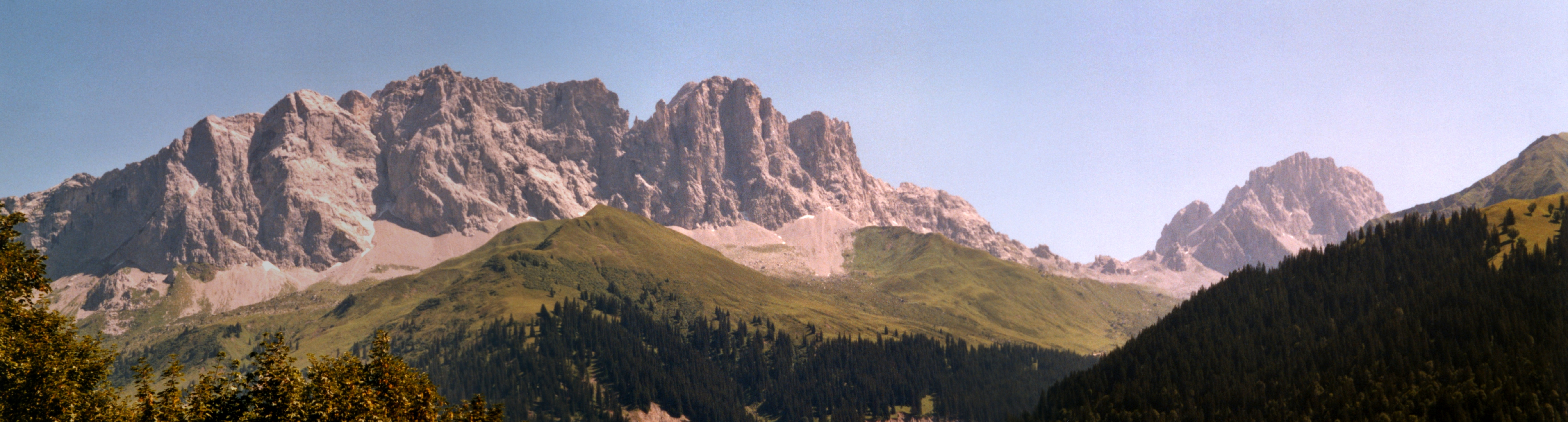
Vista sulla catena del Reticone

Il Vorarlberg è particolarmente montuoso. Le sezioni e sottosezioni alpine che lo interessano sono:
- Alpi Retiche occidentali (Alpi del Silvretta, del Samnaun e del Verwall, Catena del Reticone);
- Alpi Calcaree Nordtirolesi (Alpi della Lechtal, Monti delle Lechquellen);
- Alpi Bavaresi (Prealpi di Bregenz, Alpi dell'Algovia).

Il monte più alto è il Piz Buin (3 312 m), sito lungo il confine con la Svizzera.

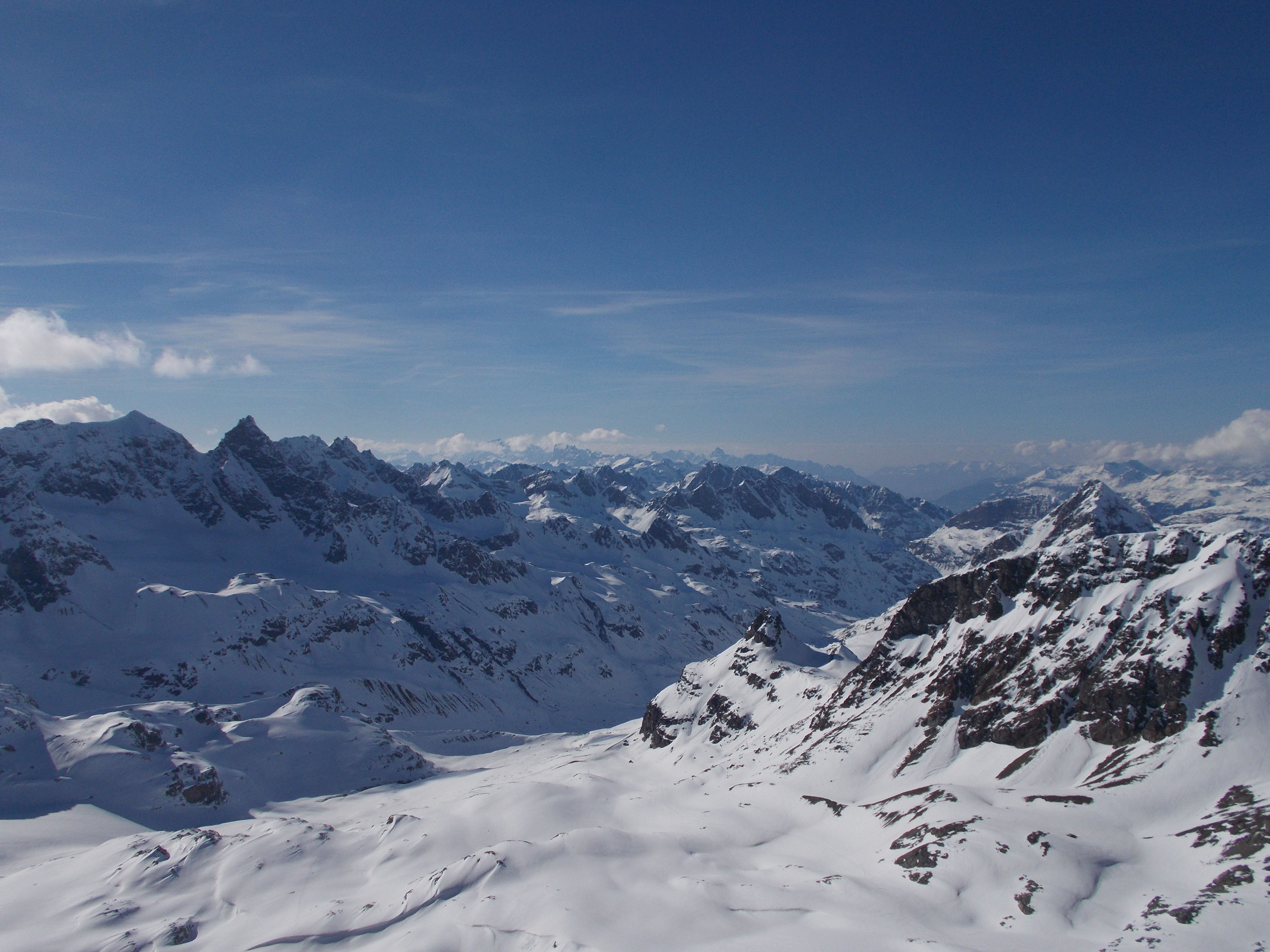
Vista sulle montagne del Vorarlberg dal ghiacciaio Vermunt nel Silvretta da un'altitudine di oltre 3000 metri a nord-ovest.

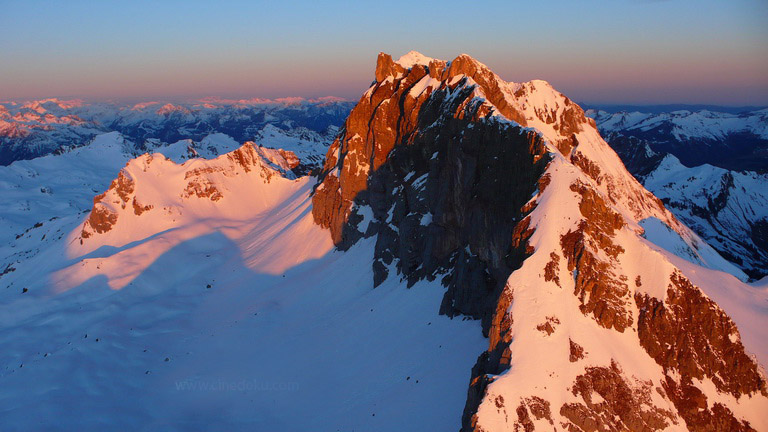
L'area intorno alla Rote Wand costituisce il centro geografico del Vorarlberg.

Altri monti importanti sono: Drusenfluh (2 827 m), Glatthorn (2 134 m), Rote Wand (2 704 m) e Schesaplana (2 964 m).

#### Valichi
I valichi principali che interessano lo stato sono:
- Passo dell'Arlberg (1.793 m)
- Passo di Hochtannberg (1676 m)
- Bielerhöhe (2.037 m)

### Idrografia

#### Fiumi e corpi d'acqua
Il fiume principale del Vorarlberg è il Reno, che forma il confine di stato con la Svizzera. L'Ill è il secondo fiume più importante e scorre attraverso il Montafon e il Walgau prima di unirsi al Reno a Meiningen. Altri corsi d'acqua importanti sono il Bregenzer Ach e il Dornbirner Ach. Dai monti delle Lechquellen nasce il Lech, che scorre in direzione nord-est verso il Tirolo.

#### Laghi
- Il lago più grande del Vorarlberg è il lago di Costanza, che appartiene allo Stato federato austriaco per l’11% della sua superficie totale (28 km di costa).
- Altri laghi importanti sono i bacini artificiali di Lünersee e Kopsspeicher.

### Aree protette
Nel Vorarlberg esistono numerose aree protette con caratteristiche diverse. Tali aree servono solitamente a preservare e salvaguardare la bellezza, il carattere e la diversità del paesaggio naturale e culturale.
Il Vorarlberg possiede le seguenti aree protette:
- 39 aree protette europee (natura 2000) per una superficie totale di 24.132 ettari (circa il 9,3% della superficie statale[6][7][8]
- 25 riserve naturali con una superficie totale di 14.256 ettari (circa il 5,5% della superficie della provincia)[8]
- 9 aree protette di paesaggi con una superficie totale di 4.388 ettari (circa l'1,69% della superficie dello Stato)[8]: Drei Schwestern, Erawäldele, Haslach-Breitenberg, Klien, Alten Rüttenen, Maihof, Montiola, Rellstall & area Lünersee, Schurreloch
- 3 aree paesaggistiche protette con una superficie totale di 584 ettari (circa lo 0,3% dell'area statale)[8]: Lautacher Ried, Kanisfluh, Sandgrube
- 3 aree fitosanitarie con una superficie totale di 4.300 ettari (circa l'1,6% dell'area statale)[8]
- 1 riserva della biosfera dell'UNESCO Großes Walsertal[9] con una superficie totale di 19.231 ettari[10]. Il parco della biosfera non è completamente chiuso come riserva naturale, ma può essere esplorato attraverso numerosi sentieri escursionistici e ciclabili. Con la "Biosphärenpark Haus", è stato costruito un centro visitatori come struttura educativa dove vengono offerte visite guidate dai guardaparco.
- 1 Parco naturale della Nagelfluhkette, con una superficie totale di 15.410 ettari. Questo parco è una grande area protetta tra l'Allgäu e la foresta di Bregenz. Questo parco ha anche un forte background educativo e i ranger e gli ambasciatori del parco naturale sono disponibili per visite guidate o laboratori. Nel centro informazioni "AlpSeeHaus", tutti gli aspetti del Parco naturale della Nagelfluhkette sono presentati in modo centralizzato ai visitatori[11].

## Storia
In epoca preistorica, l'area del Vorarlberg apparteneva alla frangia nord-occidentale dell'area culturale retica. I primi insediamenti del Vorarlberg risalgono al 500 a.C. da parte della tribù celtica dei Briganti. Fu conquistata dai Romani nel 15 d.C. e integrata nella provincia della Rezia. Nel 260 d.C. vi furono le prime incursioni da parte degli Alemanni che si insediarono definitivamente nel 450 d.C. Dopo la divisione di questa provincia all'inizio del IV secolo, la valle alpina del Reno apparteneva alla provincia di Raetia prima.
Nel 536 la zona passò sotto la sovranità franca. Dal VII secolo fino all'800 circa, la dinastia dei Vittoridi esercitò il potere temporale e, attraverso la carica di vescovo di Coira, anche quello ecclesiastico. Vinomna (l'odierna Rankweil) era un luogo di giurisdizione con una cancelleria e una segreteria. 

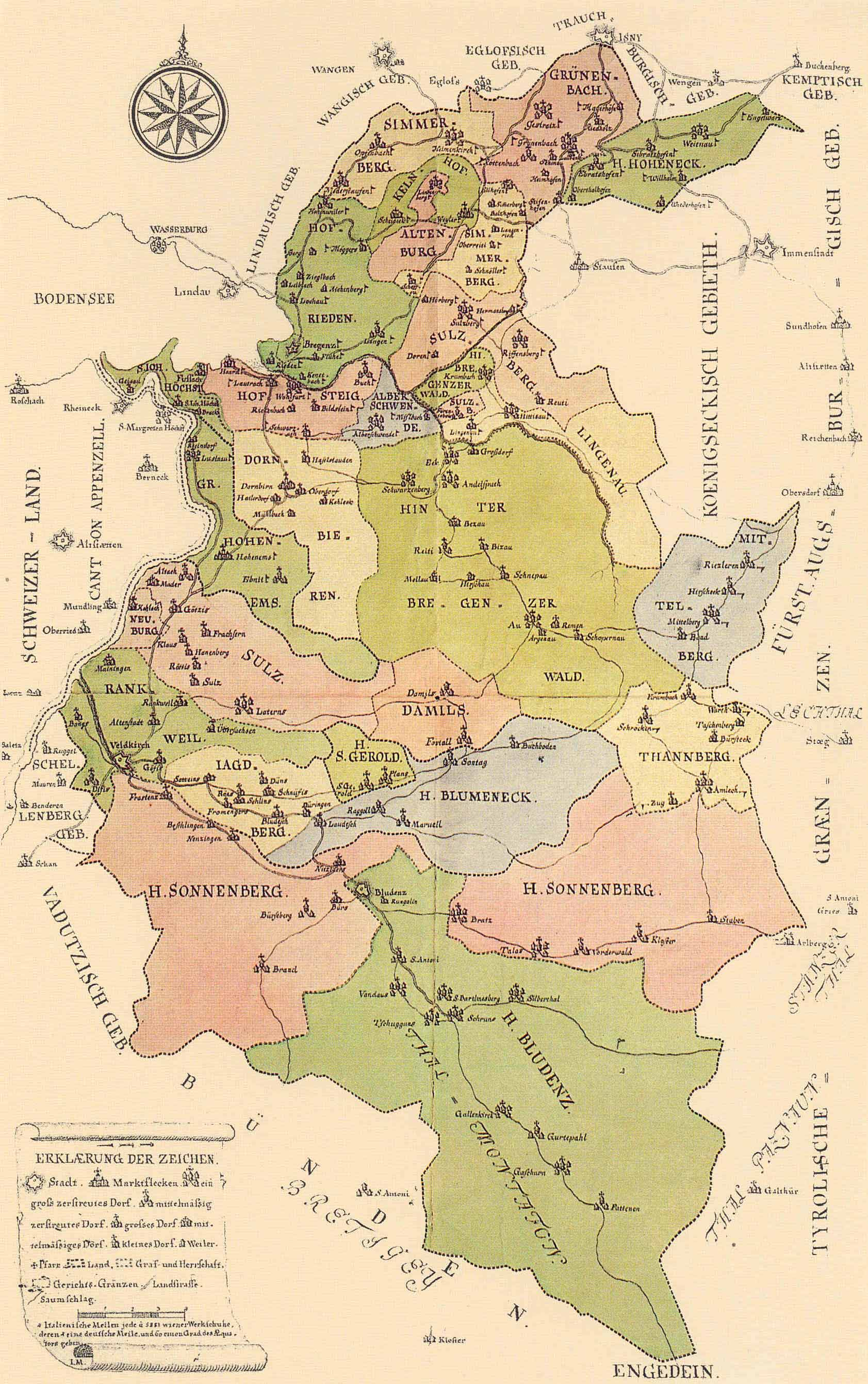
Mappa storica del Vorarlberg (dal 1783)

Dopo l'incorporazione delle Rezia curiense nell'impero di Carlo Magno, all'inizio del IX secolo, furono istituite delle contee sul modello franco.
Dall'inizio del X secolo fino al 1150 circa, i conti di Bregenz amministrarono la Bassa Reatia (Unterrätien). Da questi il dominio passò al conte palatino Hugo di Tubinga, il cui figlio Hugo ebbe in eredità la Rezia dopo il 1182. Egli fondò la città di Feldkirch intorno al 1200 e si fece chiamare Conte di Montfort e di Bregenz. I suoi discendenti fondarono una linea di Montfort e una di Werdenberg intorno al 1258: Feldkirch e Bregenz rimasero ai Montfort, mentre i conti di Werdenberg ricevettero, tra l'altro, il Montafon, la Klostertal, parti del Walgau e l'area della successiva contea di Vaduz.
Nel 1313 iniziò l'insediamento dei Walser a Laterns e Damüls.
Nel XIV secolo, la signoria locale dei conti di Monfort si sottomise agli Asburgo, impegnati nel tentativo di espandere i loro territori verso l'attuale Svizzera e la Germania meridionale. Dopo il 1363, ampie parti del dominio dei Montfort passarono agli Asburgo:
- il dominio di Neuburg nel 1363
- la contea di Feldkirch nel 1375
- i domini di Bludenz, Bregenz, Sonnenberg e Jagdberg dal 1394 al 1523

La provincia del Vorarlberg, che si stava formando, era subordinata al Tirolo e le autorità amministrative sovrane avevano sede a Innsbruck. A fare da contrappeso al governo delle autorità asburgiche c'era l'attività politica dei Landstände del Vorarlberg e dei loro Landtage, che iniziarono alla fine del XV secolo e durarono per quattro secoli, composti da rappresentanti delle città e delle comunità giudiziarie rurali. I Landstände godevano di importanti diritti di co-determinazione, soprattutto in materia di tassazione e difesa nazionale. Le riforme assolutistiche dell'imperatrice Maria Teresa e dell'imperatore Giuseppe II nel XVIII secolo hanno portato a una restrizione di questi privilegi.
Inoltre, nel XVI e XVII secolo i conti di Hohenems cercarono di trasformare la loro contea, libera dall'Impero dal 1560, in uno Stato cuscinetto tra gli Asburgo e Confederazione svizzera. Dopo i successi iniziali, i piani di espansione degli Hohenems fallirono alla fine del XVII secolo e nel 1765 la contea di Hohenems fu acquisita dagli Asburgo. Dal 1792 al 1805 i possedimenti del Vorarlberg parteciparono alle guerre di coalizione contro la Francia e nel 1806 il Vorarlberg fu annesso alla Baviera.
Il ritorno all'Austria nel 1814 e la stabilizzazione della situazione politica furono seguiti dalla prima industrializzazione dopo il 1820. Dopo i disordini del 1848, il Vorarlberg perse nuovamente la sua indipendenza nel 1849, quando fu unito al Tirolo. Solo nel 1861 riottenne un proprio parlamento provinciale con diritti legislativi limitati, un governatore provinciale e un comitato provinciale; il legame amministrativo con il Tirolo rimase.
Alla fine della Prima guerra mondiale e dopo il crollo della monarchia asburgica, il 3 novembre 1918 il Vorarlberg dichiarò la propria indipendenza nell'ambito dello Stato austriaco, cui seguì l'integrazione nella Repubblica d'Austria come provincia federale a sé stante. L'annessione alla Svizzera voluta dal Vorarlberg nel 1919 fallì, nonostante un referendum positivo (80%) a causa della resistenza di Austria, Francia e Svizzera. Il parlamento svizzero non voleva compromettere le relazioni con il neonato Stato austriaco e, in parte, rimettere in discussione l'equilibrio esistente fra i cantoni, annettendo un cantone cattolico e di lingua tedesca.
Nel 1938-45 l'Austria fu annessa alla Germania nazionalsocialista e il Vorarlberg fu subordinato al governatore del Reich in Tirolo. Nel maggio 1945 la provincia fu liberata dalle truppe francesi e a dicembre il Parlamento provinciale si riunì per la prima volta. Nel 1984 il Vorarlberg adottò una nuova costituzione statale (che rafforzava i diritti democratici) e nel 1994 votò con il 66% dei voti a favore dell'adesione dell'Austria all'Unione Europea, avvenuta nel 1995.

## Amministrazione
Il Vorarlberg è diviso in quattro distretti amministrativi:
1. Bregenz
2. Dornbirn
3. Feldkirch
4. Bludenz

### Comuni
Appartengono allo stato federato di Vorarlberg i seguenti 96 comuni:
- Alberschwende
- Altach
- Andelsbuch
- Au
- Bartholomäberg
- Bezau
- Bildstein
- Bizau
- Blons
- Bludenz
- Bludesch
- Brand
- Bregenz
- Buch
- Bürs
- Bürserberg
- Dalaas
- Damüls
- Doren
- Dornbirn
- Düns
- Dünserberg
- Egg
- Eichenberg
- Feldkirch
- Fontanella
- Frastanz
- Fraxern
- Fußach
- Gaißau
- Gaschurn
- Göfis
- Götzis
- Hard
- Hittisau
- Höchst
- Hörbranz
- Hohenems
- Hohenweiler
- Innerbraz
- Kennelbach
- Klaus
- Klösterle
- Koblach
- Krumbach
- Langen bei Bregenz
- Langenegg
- Laterns
- Lauterach
- Lech
- Lingenau
- Lochau
- Lorüns
- Ludesch
- Lustenau
- Mäder
- Meiningen
- Mellau
- Mittelberg
- Möggers
- Nenzing
- Nüziders
- Raggal
- Rankweil
- Reuthe
- Riefensberg
- Röns
- Röthis
- Sankt Anton im Montafon
- Sankt Gallenkirch
- Sankt Gerold
- Satteins
- Schlins
- Schnepfau
- Schnifis
- Schoppernau
- Schröcken
- Schruns
- Schwarzach
- Schwarzenberg
- Sibratsgfäll
- Silbertal
- Sonntag
- Stallehr
- Sulz
- Sulzberg
- Thüringen
- Thüringerberg
- Tschagguns
- Übersaxen
- Vandans
- Viktorsberg
- Warth
- Weiler
- Wolfurt
- Zwischenwasser

### Paesi confinanti
Il Vorarlberg ha un confine nazionale lungo 321 km e confina con:
- la Repubblica Federale di Germania (Baviera) — 110 km,
- la Confederazione Svizzera (Canton San Gallo e Canton Grigioni) — 107 km,
- la regione austriaca del Tirolo — 69 km,
- il Principato del Liechtenstein — 35 km

## Società
Con 156 abitanti per km² di superficie, il Vorarlberg è il secondo Stato federale più densamente popolato dell'Austria dopo Vienna. A causa delle ampie regioni montane, scarsamente o per nulla popolate, la superficie abitabile ammonta a solo 345 km² e nel 2017 si contavano 1129 abitanti per km² di superficie abitabile. Anche sotto questo profilo il Vorarlberg supera nettamente tutti gli altri Stati federali (ad eccezione di Vienna).
Fino alla metà del XIX secolo, il Vorarlberg era ancora relativamente poco popolato, gli abitanti dell'Innland erano sovente costretti ad emigrare, in parte a causa della mancanza di risorse naturali, dell'angustia dello spazio vitale (le valli e le montagne erano solo parzialmente popolate; la valle del Reno era regolarmente inondata dal Reno) e delle tradizionali regole di eredità (divisione reale, cioè la divisione della proprietà tra tutti i figli) che costrinsero molte persone a emigrare temporaneamente o permanentemente nei secoli precedenti. Alcuni di questi "lavoratori stagionali" divennero famosi in tutta Europa: I capomastri barocchi del Bregenzerwald costruirono famosi monasteri e chiese tra il lago di Costanza e l'Alsazia.
Con l'agglomerazione tra Feldkirch e Hörbranz, questo stato federale austriaco presenta una delle aree più densamente popolate d'Europa. In seguito ad un'industrializzazione precoce rispetto al resto dell'Austria, il Vorarlberg si è trasformato in una regione caratterizzata dall'immigrazione già nel XIX secolo. Il Land, che è piccolo in termini di superficie, ha la più alta percentuale di immigrati dopo Vienna. Nel 2023, la percentuale era di circa il 23% della popolazione totale. Il gruppo di immigrati più numeroso è costituito dai residenti di origine tedesca, seguiti da vicino dagli immigrati provenienti dalla Turchia. Il terzo gruppo di immigrati nel Vorarlberg è costituito da persone provenienti dagli Stati dell'ex Jugoslavia.
Nel 2022, l'Austria ha registrato la più alta crescita demografica dall'inizio della Prima Guerra Mondiale, con un aumento di 125.843 persone. Ciò è dovuto in particolare all'afflusso di persone in fuga da zone di crisi e di guerra come Ucraina, Siria e Afghanistan.
Attualmente, il Vorarlberg è uno dei Länder austriaci con il più alto tasso di crescita demografica. La sua popolazione è giovane rispetto alla media nazionale e caratterizzata da una significativa componente multiculturale, riflesso della sua posizione geografica e della vivace economia regionale.

### Religione
Nel censimento effettuato da Statistics Austria nel 2001, circa il 78% degli abitanti del Vorarlberg era cattolico romano e circa il 2,2% era protestante. Nel 2015, 241.037 abitanti del Vorarlberg erano ancora cattolici romani, il che corrispondeva a circa il 64% della popolazione. Nel 2015, 241.037 abitanti del Vorarlberg erano ancora cattolici romani, il che corrispondeva a circa il 64% della popolazione. Tra i fedeli protestanti, la maggioranza professava la confessione augustana, ma c'era anche un piccolo gruppo che professava le confessioiones helveticaes. I musulmani costituivano circa l'8,4% della popolazione nel 2001, rendendo l'Islam la seconda comunità religiosa del Vorarlberg. Da allora il numero di abitanti musulmani è aumentato fino a raggiungere l'11,5% nel 2012. [42] Questa religione comprende soprattutto immigrati turchi e bosniaci; è rappresentata in misura superiore alla media nel distretto di Dornbirn, dove vari gruppi di fede musulmana costituiscono oltre il 10% della popolazione. Nel censimento del 2001, 20.945 persone nel Vorarlberg non appartenevano ad alcuna comunità religiosa, pari a circa il 6% della popolazione.

## Cultura

### Festival ed eventi annuali
Il Vorarlberg offre attività culturali, soprattutto nelle città. Oltre ai teatri e ai cinema, vale la pena menzionare il Seebühne con i Bregenzer Festspiele.
Ci sono anche eventi musicali di vari generi, come la Schubertiade a Hohenems e Schwarzenberg, il Montforter Zwischentöne a Feldkirch, il Poolbar Festival a Feldkirch e, tra gli altri, il Montafoner Resonanzen. Per quanto riguarda gli spettacoli di teatro e di danza, bisogna menzionare il festival di danza Bregenzer Frühling e il festival teatrale Luaga & Losna. Il Vorarlberger Walserherbst, invece, è una festa di costumi.

Ogni anno si svolge a Bludenz il festival del cortometraggio ALPINALE, uno dei più vecchi festival del cinema dell'Austria. È stato fondato nel 1985 e accoglie circa 2.000 visitatori ogni anno. Nei primi anni l'ALPINALE era un festival cinematografico d'avanguardia, in seguito l'attenzione si è spostata sul cinema alpino e sui nuovi giovani talenti europei.

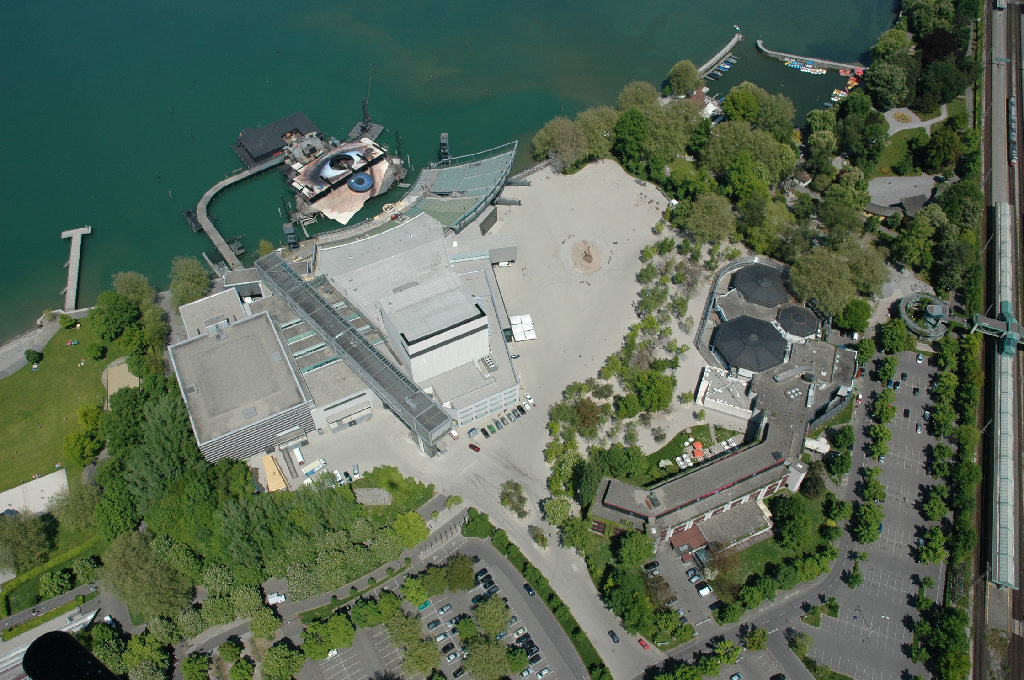
Bregenzer Festspiele (Festival di Bregenz), vista aerea dell'area del festival con il palco lacustre.
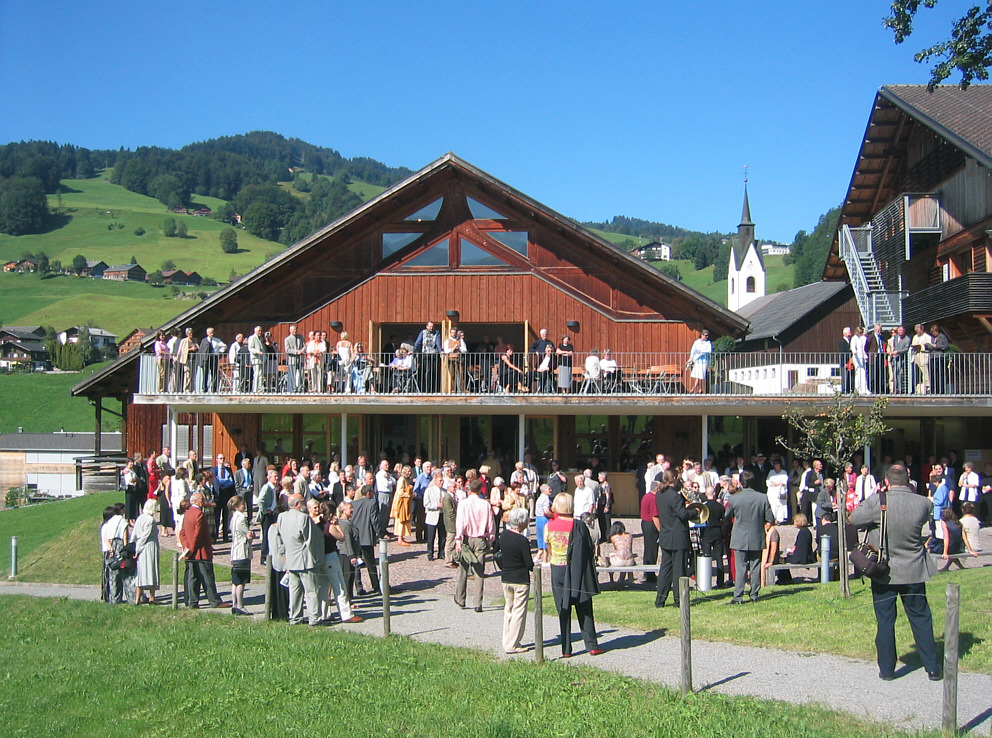
La Schubertiade: Angelika-Kaufmann-Saal (Schwarzenberg), durante l'intervallo di un recital del festival annuale di lieder e musica da camera.
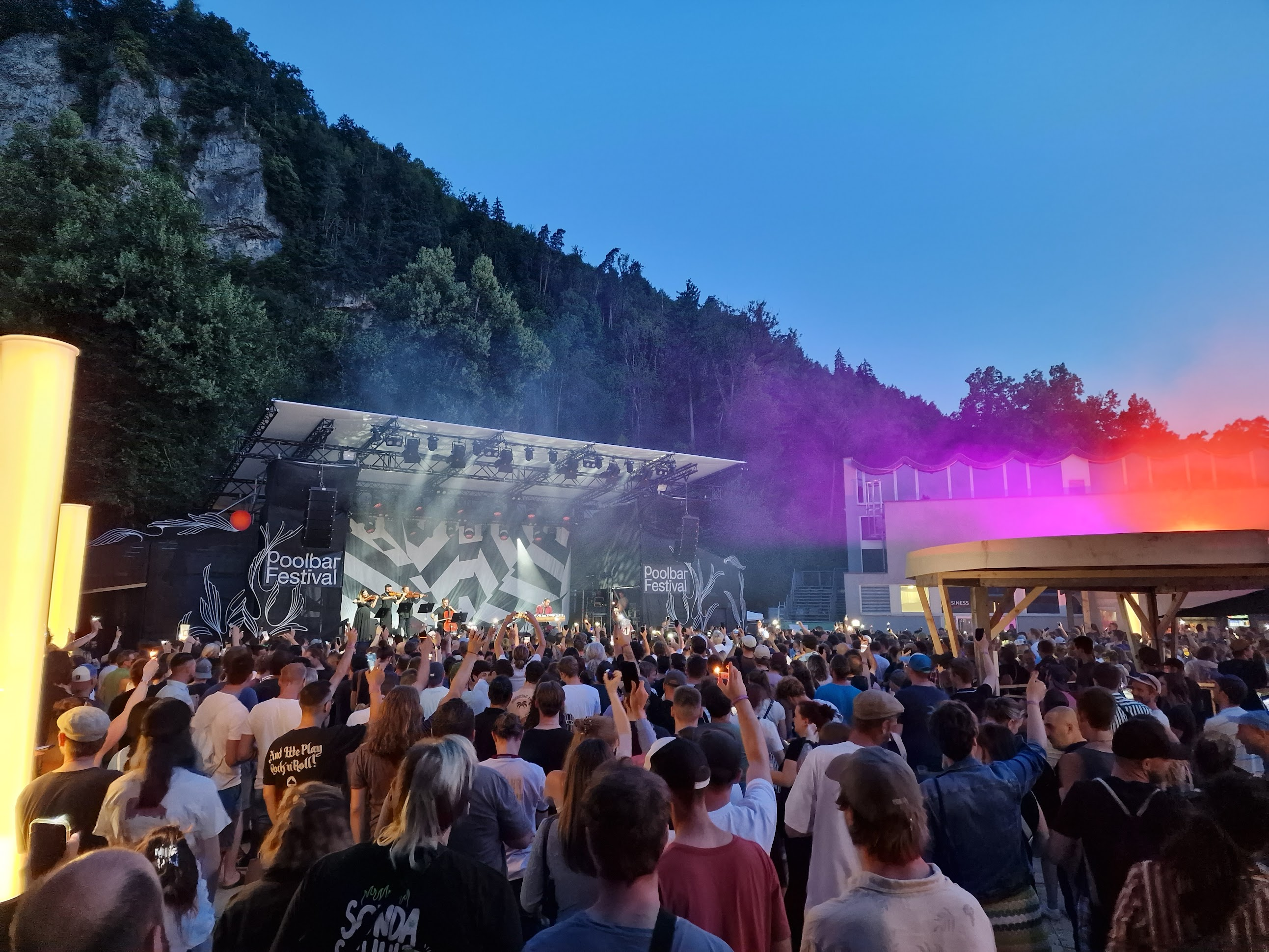
Il poolbar festival a Feldkirch.
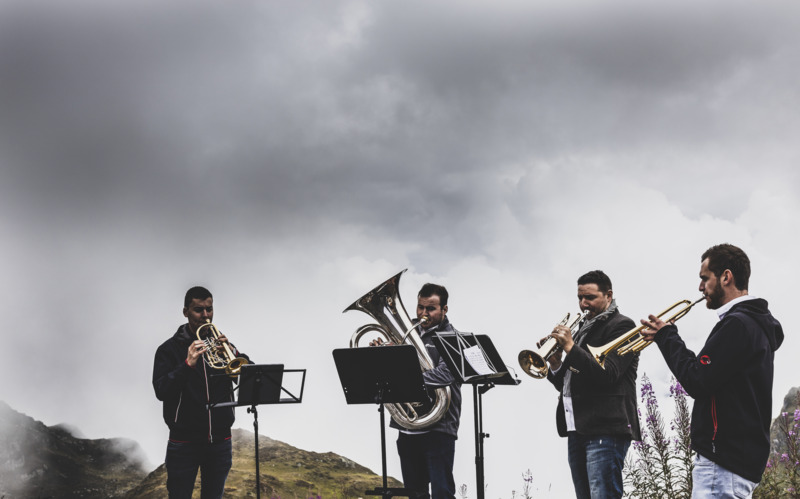
L'evento Montafoner Resonanzen, un concerto di ottoni all'aperto in montagna.

### Musei
Tra i musei noti nel Vorarlberg ci sono:
- Kunsthaus Bregenz
- vorarlberg museum di Bregenz
- Museo delle donne di Hittisau
- Museo ebraico Hohenems
- FIS Ski Museum Damüls
- Inatura, un museo di storia naturale a Dornbirn
- Schubertiade-Quartier di Hohenems[21] (il Quartiere Schubertiade) con:  Museo Franz Schubert, Museo Schubertiade, Museo Elisabeth Schwarzkopf, Museo Legge, Galleria Salomon Sulzer, Sala Stefan Zweig, Museo Nibelunghi, museo del calzolaio, Sala Marcus Sittikus

### Architettura

#### Architettura storica e tradizionale
La Montafonerhaus (casa Montafon) è un'architettura tipica del Vorarlberg. Per l'architettura storica, le forme della Bregenzerwälderhaus e della Montafonerhaus sono particolarmente rilevanti. La Rheintalhaus rappresenta la tradizionale casa rurale a Dornbirn e nelle comunità circostanti nella valle del Reno del Vorarlberg.

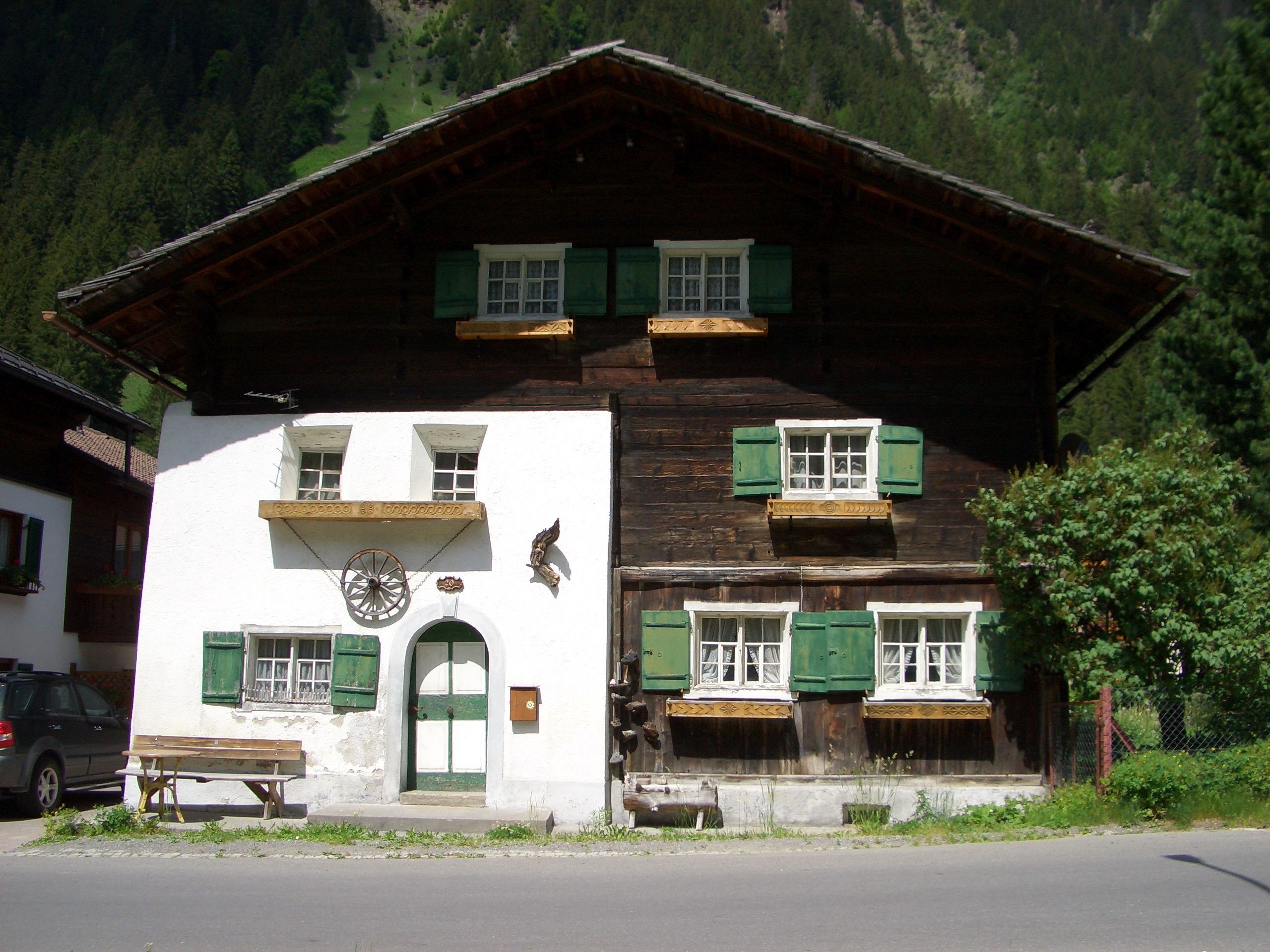
Montafonerhaus a Partenen
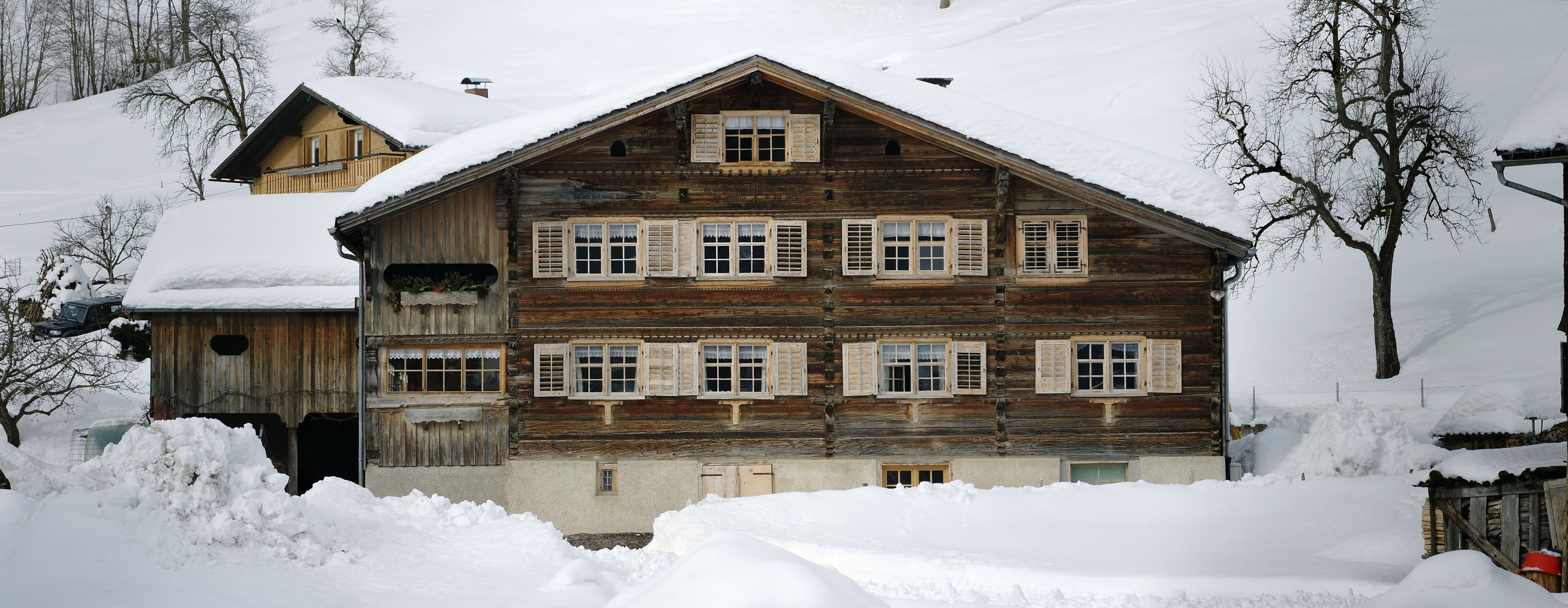
Bregenzwalderhaus a Schwarzenberg
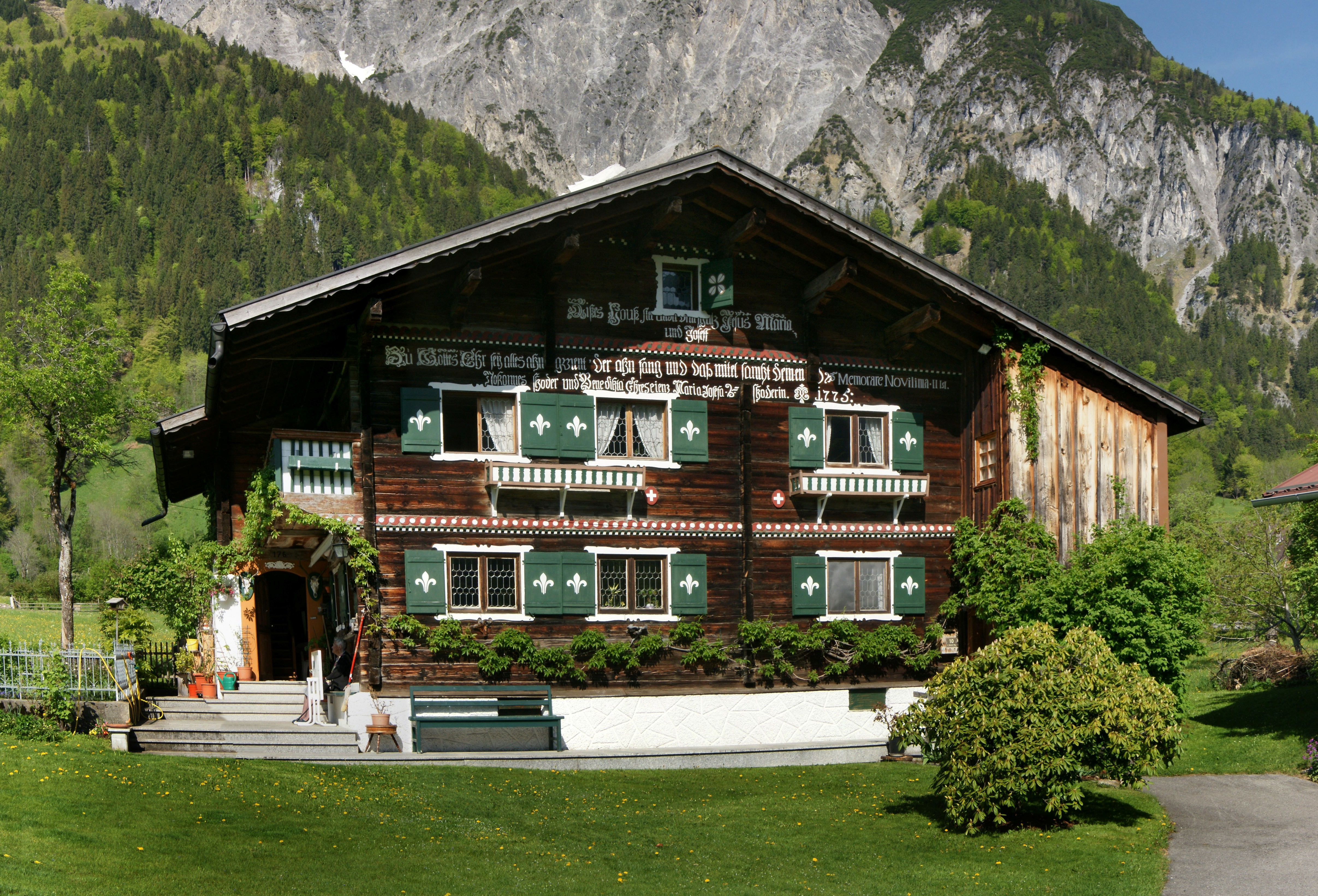
Walserhaus a Vandans
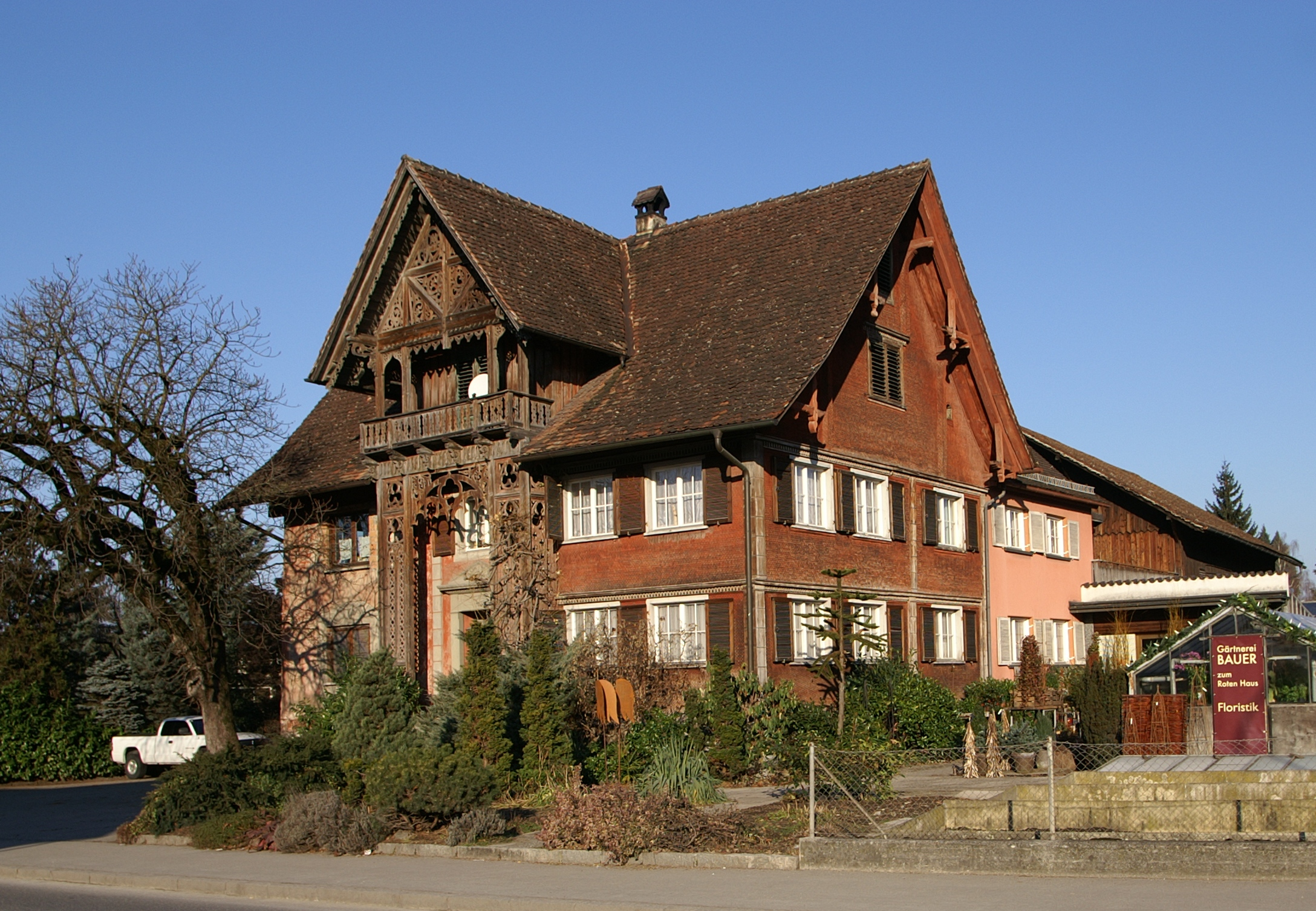
Rheintalhaus a Rankweil

#### Architettura moderna e tradizionale
La scena architettonica del Vorarlberg è rinomata in tutta Europa soprattutto grazie alla Neue Vorarlberger Bauschule. L'attenzione è rivolta a un fertile confronto tra i metodi di costruzione tradizionali e l'interpretazione moderna. La Vorarlberger Bauschule è considerata pioniera della Nuova Architettura Alpina (Neue Alpine Architektur).
Nel Werkraum Bregenzerwald gli artigiani locali lavorano con diversi materiali e tecniche. Il Werkraum Bregenzerwald è un'associazione regionale di artigiani e commercianti del Bregenzerwald. Riunisce attualmente circa 100 imprese e si offre come piattaforma innovativa per l'artigianato contemporaneo. La sede, accessibile al pubblico, funge da showroom per gli artigiani e da luogo di incontro per la promozione dell’architettura. È stato progettato da Peter Zumthor e ha ricevuto il premio di architettura Bauherrenpreis 2014 e 2015. Inoltre, l'edificio è stato inserito nel registro dell'UNESCO per la conservazione del patrimonio culturale immateriale.
Nel Vorarlberg ci sono numerosi edifici moderni dedicati alla cultura, al tempo libero e al turismo che hanno ricevuto premi di architettura nazionali e internazionali. Il vorarlberg museum (Cukrowicz Nachbaur Architects) è stato premiato, tra gli altri, con l'International Architecture Award 2014, il Best Architect's Award 2014, il Vorarlberger Bauherrenpreis 2015, e l'Österreichischer Museumspreis 2016.
La Kunsthaus Bregenz, costruita dall'architetto svizzero Peter Zumthor, vincitore del premio Pritzker, ha ricevuto il premio Mies van der Rohe nel 1998.
Il Festspiel- und Kongresshaus a Bregenz, costruito da Helmut Dietrich e Much Untertrifaller, nel 2007 ha ricevuto il Premio Internazionale di Architettura e nel 2010 il Vorarlberg Bauherrenpreis.
La Montforthaus Feldkirch è un altro centro di congressi e convegni, progettata da ARGE Hascher & Jehle e Mitiska Wäger Architekten. È stato premiata con il Vorarlberg Building Award 2015 e il premio statale austriaco per l'architettura e la sostenibilità nel 2017.
Nel progetto BUS:Stop Krumbach, sette architetti internazionali hanno collaborato con architetti locali, artigiani e la popolazione locale per costruire sette straordinarie fermate dell'autobus nel comune di Krumbach.

L'architettura contemporanea del Vorarlberg mira a combinare i materiali tradizionali della regione a sostenibilità ambientale e gusto moderno. Esempi di questo possono essere ravvisati nel vorarlberg museum, il BUS:STOP Krumbach e lo Skyspace Lech. Quest'ultimo è stato progettato nel 2014 da James Turell nei pressi di Lech ed è stato aperto al pubblico nel settembre 2018.

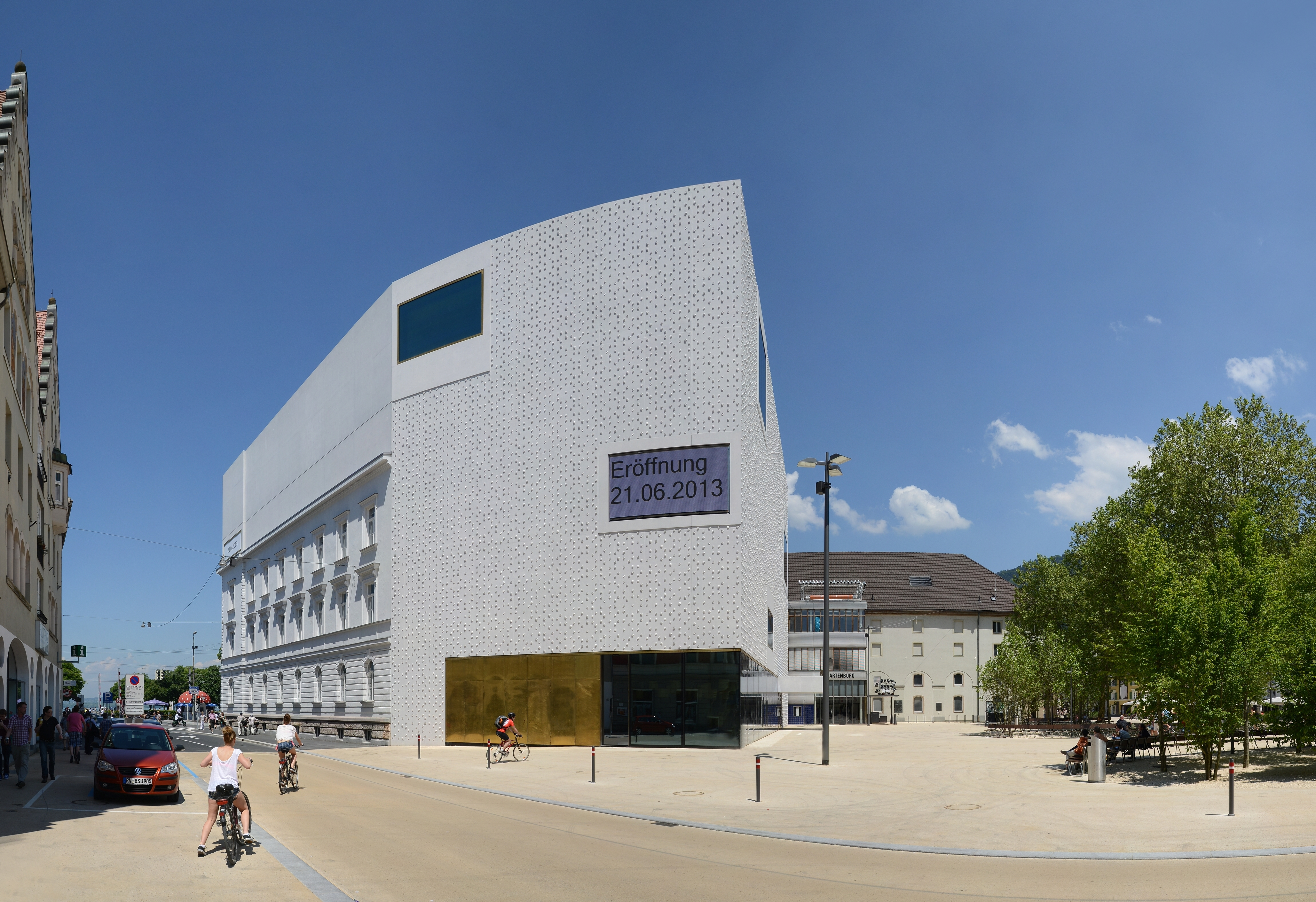
Vorarlberg museum a Bregenz
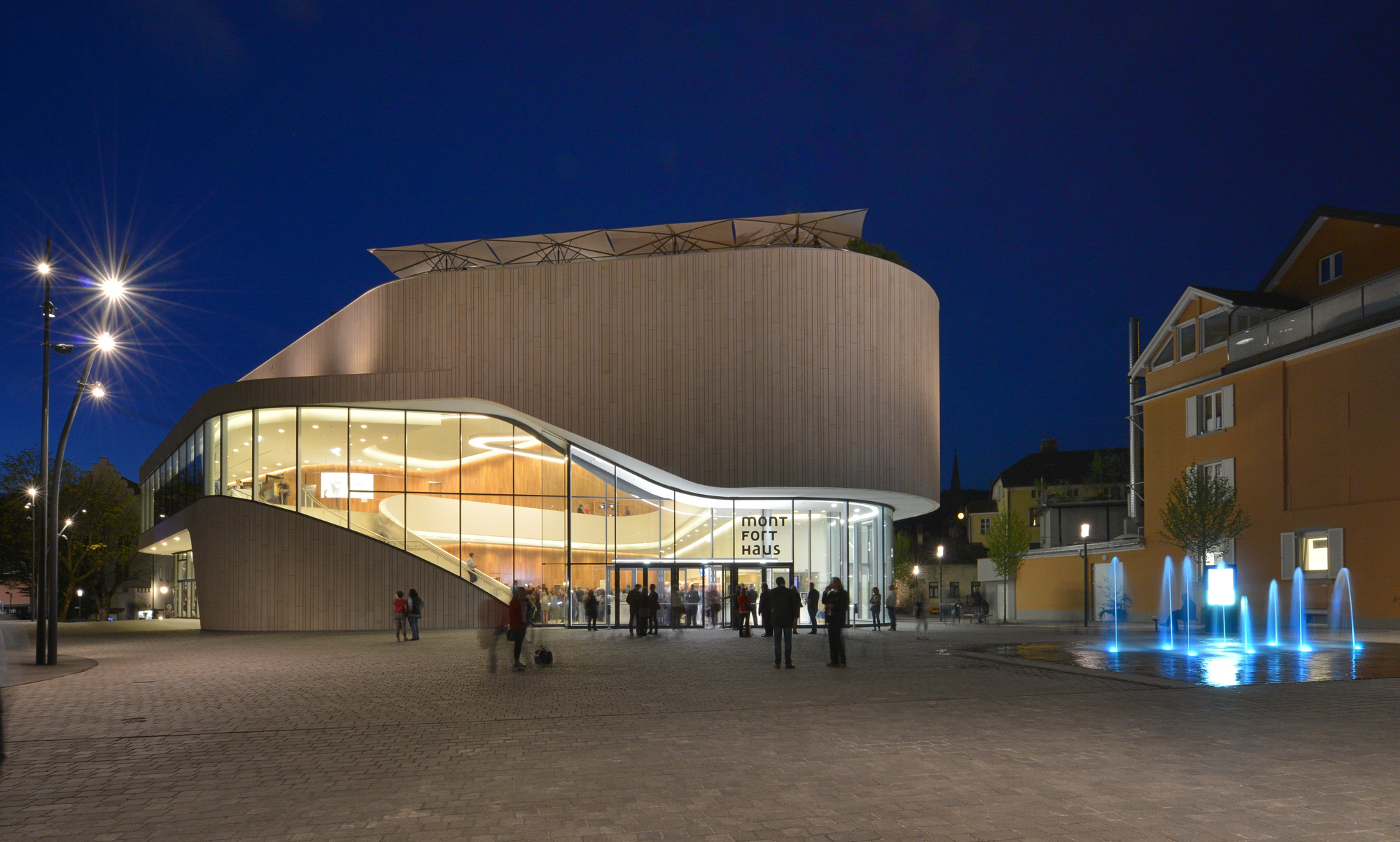
Il centro di congressi Montforthaus a Feldkirch
Skyspace Lech progettato da James Turell nel 2014
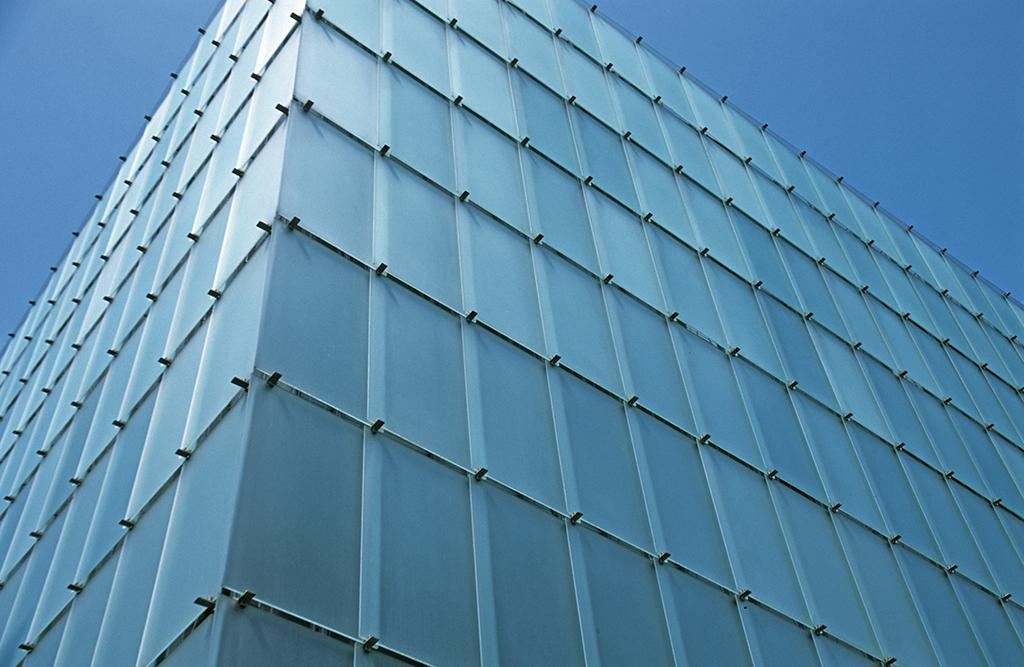
Kunsthaus Bregenz (KUB)

### Tradizioni e folclore
I costumi tradizionali hanno una lunga storia nel Vorarlberg. Molte valli e villaggi hanno un proprio tipo di costume tradizionale, ognuno con caratteristiche particolari di determinati periodi stilistici. Il costume tradizionale del Bregenzerwald è il più antico, risale al XV-XVI secolo ed è chiamato anche "d'Juppô" (Juppe). Il costume tradizionale di Montafon si ispira al barocco. Un costume intero è composto da diversi elementi:
- la juppe (grembiule),
- i copricapi (berretti, cappelli),
- una camicetta, una "Tschopa" (giacca)
- le calze

Anche l'acconciatura, ad esempio i capelli intrecciati, fa spesso parte del costume tradizionale.

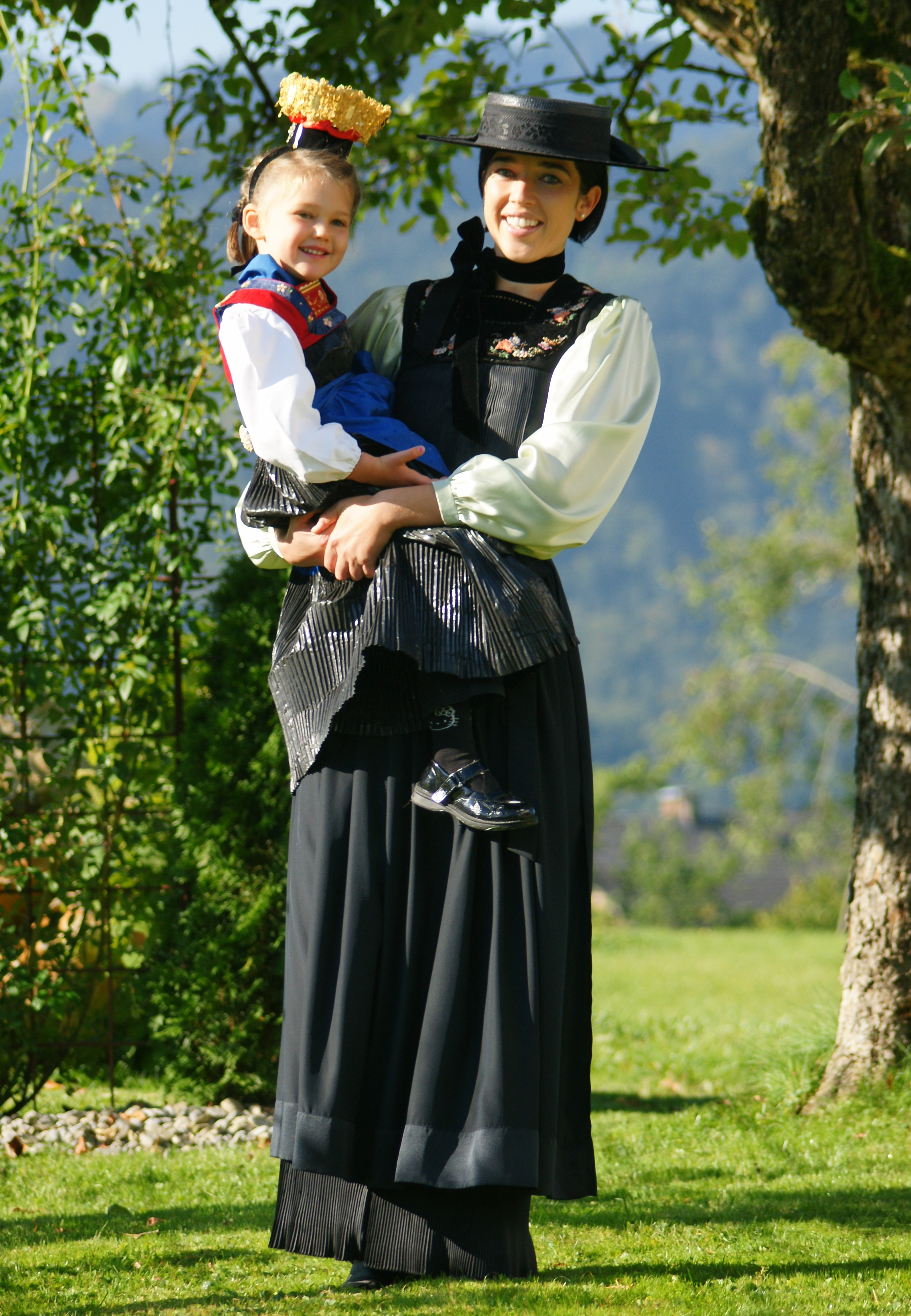
Donna con il Bregenzwälder Juppe

### Alpeggi e transumanza

#### Transumanza alpina

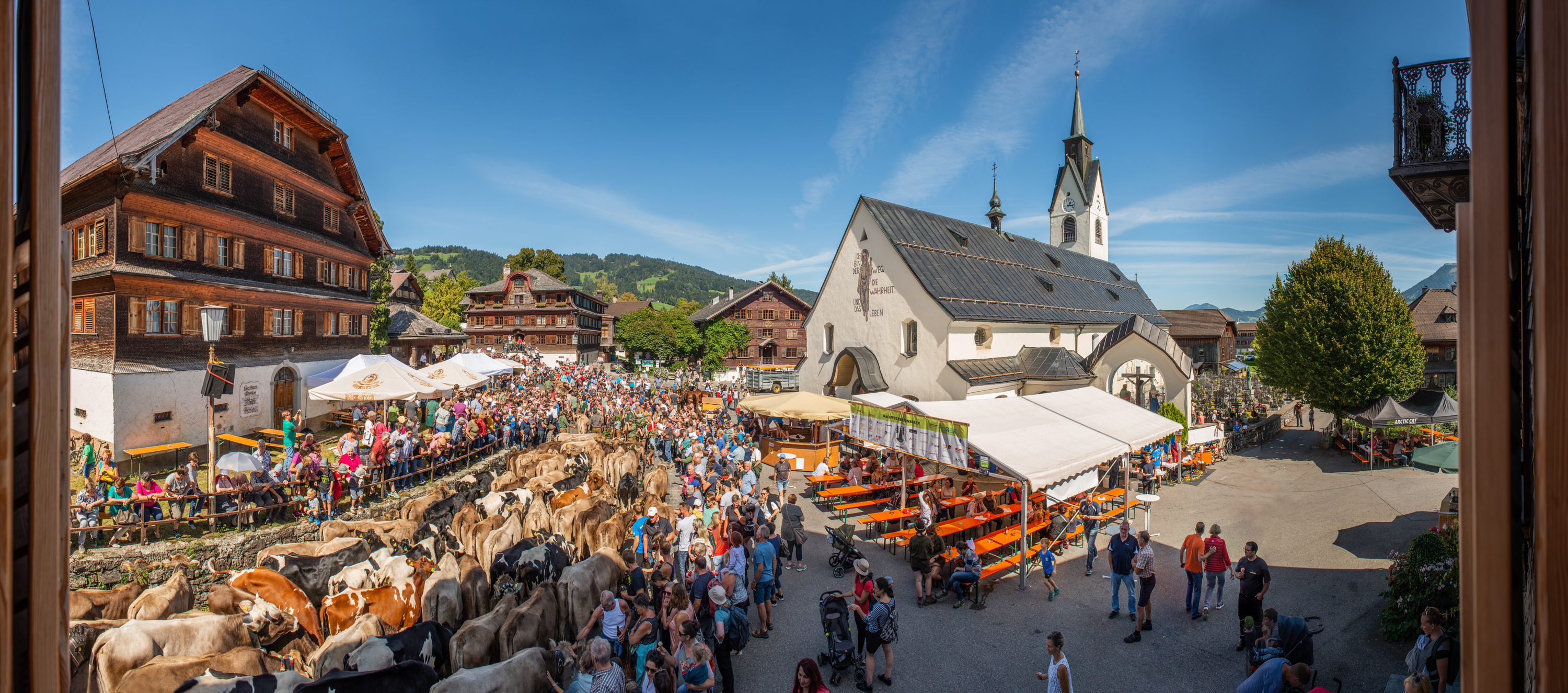
Tansumanza di bovini alpini dall'alpeggio “Hochalpe/Gräsalpe”, in arrivo a Schwarzenberg (Vorarlberg).

Il processo di caseificazione in tre fasi, Dreistufenwirtschaft, è alla base della produzione tradizionale di formaggio nel Vorarlberg e ha portato allo sviluppo di una cultura casearia distintiva.
I pascoli alpini sono coltivati su tre livelli:
1. Mayen: alla fine della primavera, il bestiame viene condotto dalla struttura di fondo valle al mayen (un alpeggio a media altitudine, circa 1500 m).
2. Alpeggio: all'inizio di luglio, il bestiame viene condotto in pascoli d'alta quota al di sopra del limite degli alberi (circa 1600-2000 metri).
3. Transumanza: A settembre/ottobre, il bestiame viene decorato a festa e ricondotto alla struttura di fondo valle.
La cultura dell'alpeggio del Vorarlberg fa sì che le mucche producano un latte di alta qualità e aromatizzato, noto come latte di fieno, grazie alla loro dieta speciale. L'uso del latte di fieno nella produzione di formaggi contribuisce al sapore inconfondibile di oltre 30 formaggi regionali, tra cui il Vorarlberger Alpkäse e il Vorarlberger Bergkäse. Nel 2011 l'UNESCO ha dichiarato la cultura dell'alpeggio nella Bregenzerwald patrimonio culturale immateriale.  Grazie alle sovvenzioni, la tradizionale cultura dell'alpeggio continua anche nel XXI secolo. Un esempio di iniziativa a favore dell'alpeggio è la Strada dei formaggi Bregenzerwald.

### Cucina

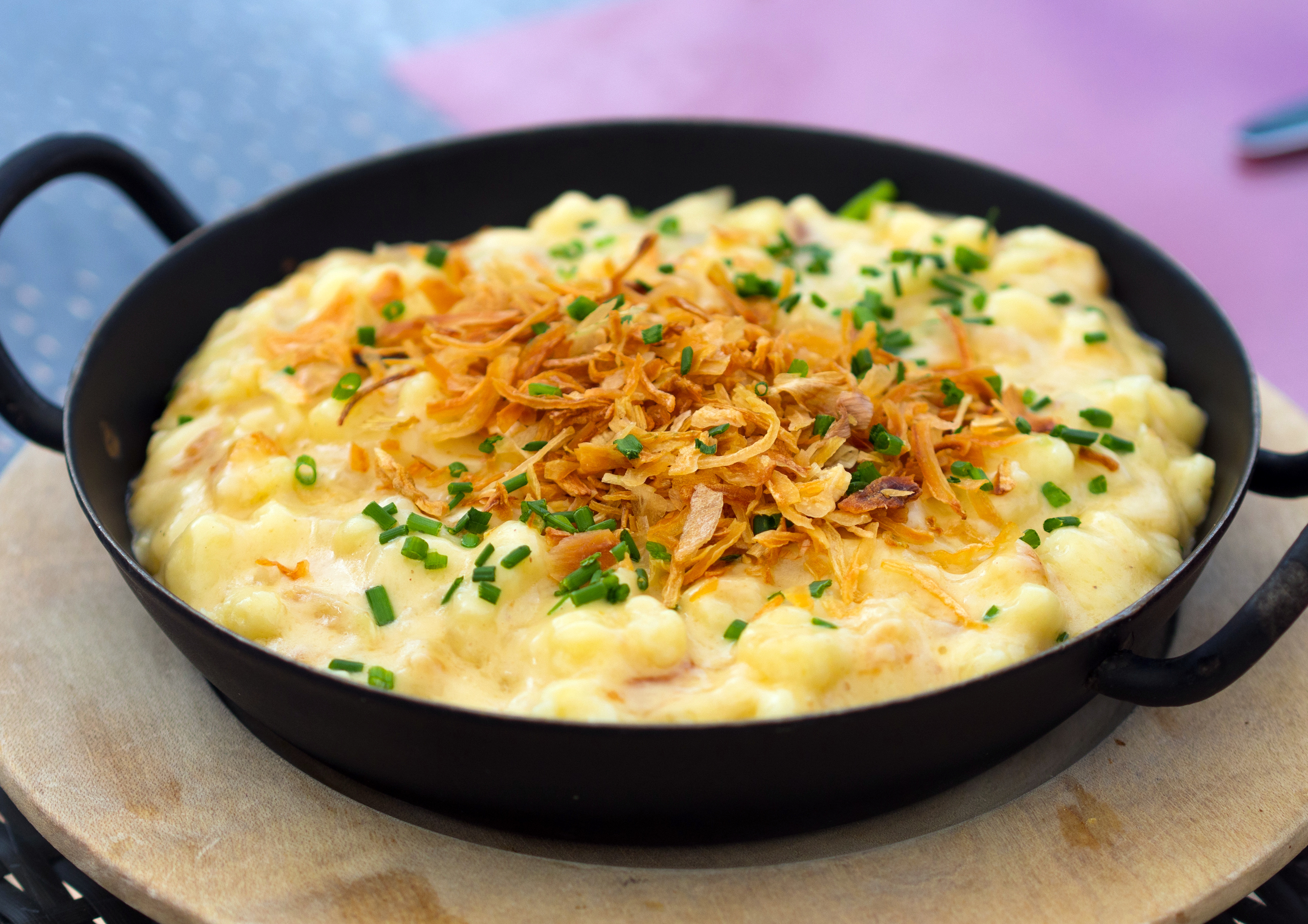
Käsespätzle con cipolle tostate

Formaggi e altri prodotti caseari hanno una grande importanza nelle ricette dei piatti tradizionali del Vorarlberg.
Tipicità della regione sono:
- Käsespätzle o Käsknöpfle (tagliatelle di farina e uova con formaggio e cipolla)
- Riebel (piatto di mais e semola di grano, servito piccante o dolce)
- Flädlesuppe (brodo con strisce di frittelle salate)
- Grumpara mit Käs (pasta sfoglia con formaggio)
- Öpfelküachle (mele cotte nella pasta delle frittelle, condite con zucchero e cannella)
- Mostbröckli (salsiccia in salamoia e affumicata), originario della Svizzera, è un prodotto molto popolare[42]

## Economia
Il Vorarlberg è una delle prime regioni austriache come sviluppo industriale. Attualmente, rispetto alla tradizionale industria tessile, hanno preso il sopravvento settori come la meccanica di precisione, l'industria elettronica e il turismo con le zone turistiche dell'Arlberg, del Montafon, del Bregenzerwald, Großwalsertal e Kleinwalsertal.

### Istruzione
L'Università di scienze applicate del Vorarlberg (in tedesco: Fachhochschule Vorarlberg) a Dornbirn è la più importante e frequentata università della regione. Originariamente fondata come scuola tecnica nel 1989, ha raggiunto lo status di università ufficialmente riconosciuta nel 1999. Offre lauree triennali e specialistiche in Economia, Ingegneria e Tecnologia, Design e Lavoro Sociale. Circa 1594 studenti si sono iscritti per il trimestre 2020/21

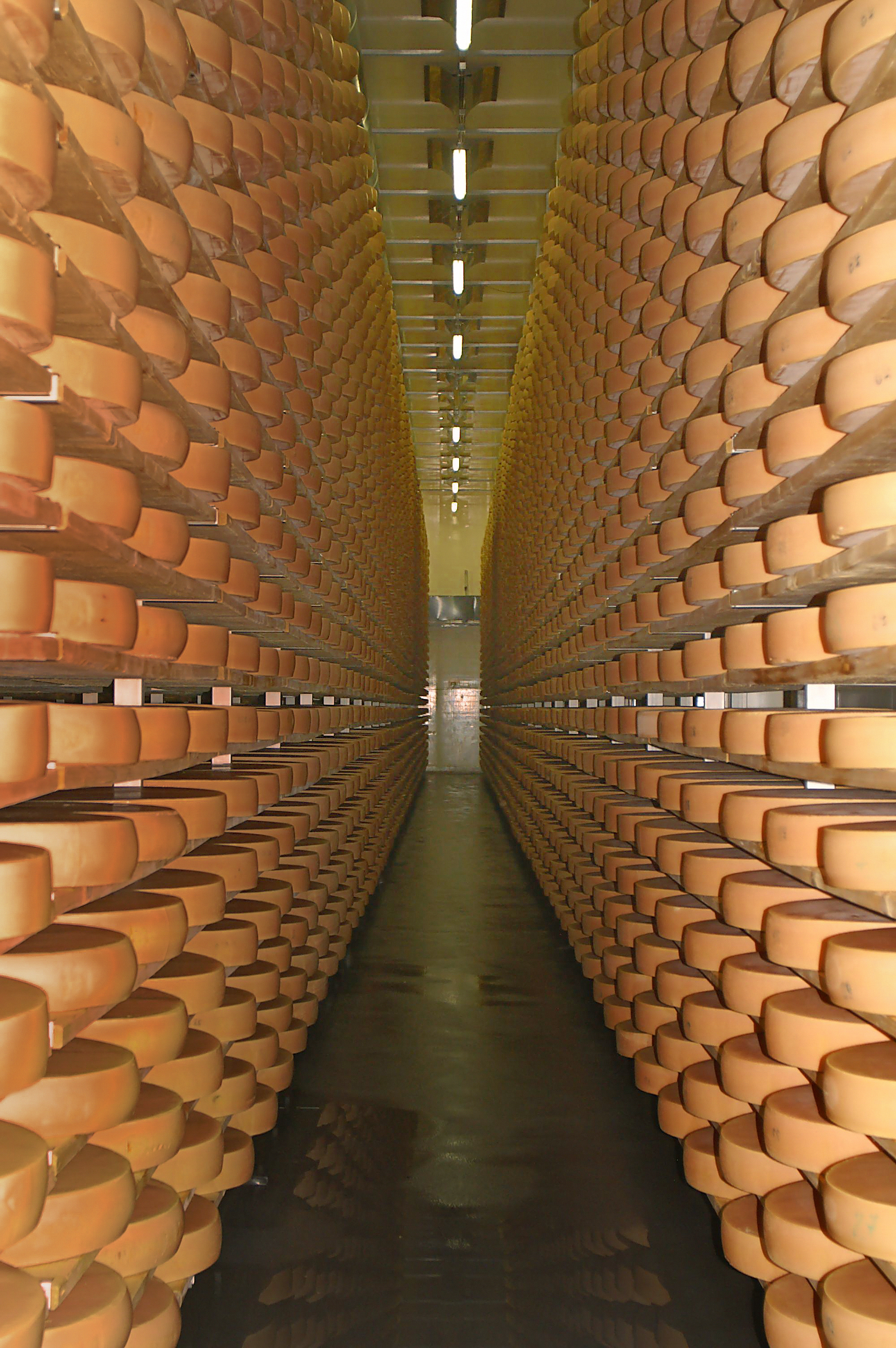
Cantina di affinamento e stagionatura a Lingenau.

### Agricoltura
La Dreistufenlandwirtschaft,  “l'agricoltura a tre fasi”, è la base della produzione tradizionale di formaggio nel Vorarlberg e ha portato allo sviluppo di una cultura casearia distintiva. Inoltre è stata inserita nella lista del patrimonio immateriale austriaco dell'UNESCO.
Il patrimonio culturale immateriale include pratiche, rappresentazioni, espressioni, conoscenze e abilità che le comunità e i gruppi considerano parte di una preziosa eredità che va conservata e protetta. Il patrimonio culturale immateriale viene trasmesso da una generazione all'altra, continuamente ricreato, e fornisce alle comunità un senso di identità e continuità.
La cultura del formaggio ha svolto per secoli un ruolo importante nell'economia del Vorarlberg. Nel Bregenzerwald furono i Celti a portare nella regione l'allevamento del bestiame e l'agricoltura alpina. Dal 15 a.C. fino alla caduta dell'Impero Romano, i Romani adottarono i metodi di coltivazione. A partire dal V secolo si insediarono gli Alemanni, che utilizzavano i pascoli in comune e che nel IX secolo trasmisero l'arte casearia ai membri del monastero.

### Energia
Oggi l'industria elettrica costituisce una parte significativa dell'economia del Vorarlberg, con l'energia idroelettrica come principale fonte di energia. Negli anni dal 2015 al 2019, la produzione di energia elettrica da fonte idroelettrica è stata in media di 2560 GWh/anno, che corrisponde a una produzione continua di 292,2 megawatt.
Il più grande produttore e venditore di elettricità nel Vorarlberg è la Illwerke vkw. L'azienda produce circa tre quarti dell'elettricità consumata nel Vorarlberg. Complessivamente, il Vorarlberg è un importatore di energia elettrica dal 2003, nonostante le abbondanti precipitazioni di 1900 mm/a e il paesaggio montuoso. Può esportare energia elettrica solo da maggio a settembre, mentre a dicembre e gennaio il Vorarlberg può coprire solo il 40% della domanda di energia elettrica con la propria produzione (dati del 2020).
A Blons è presente un impianto solare termodinamico che, al momento della sua messa in funzione nel 2003, era delle più grande d'Europa.
L'elettricità prodotta dall'energia eolica non viene ancora generata commercialmente nel Vorarlberg (a partire dal 2023). Secondo uno studio dello stesso anno, l'energia eolica potrebbe essere generata in modo redditizio solo sul 4% della superficie del Land a causa, tra l'altro, della topografia e dello sviluppo.
La rete di gas naturale del Vorarlberg, come quella tirolese, non è direttamente collegata al resto del sistema di gasdotti austriaco. I flussi di gas all'interno dell'Austria da e verso il Vorarlberg e il Tirolo sono possibili solo attraverso gasdotti situati in territorio tedesco, per i quali è stato concluso un accordo tra l'Austria e la Repubblica Federale di Germania nel 2022.

### Turismo

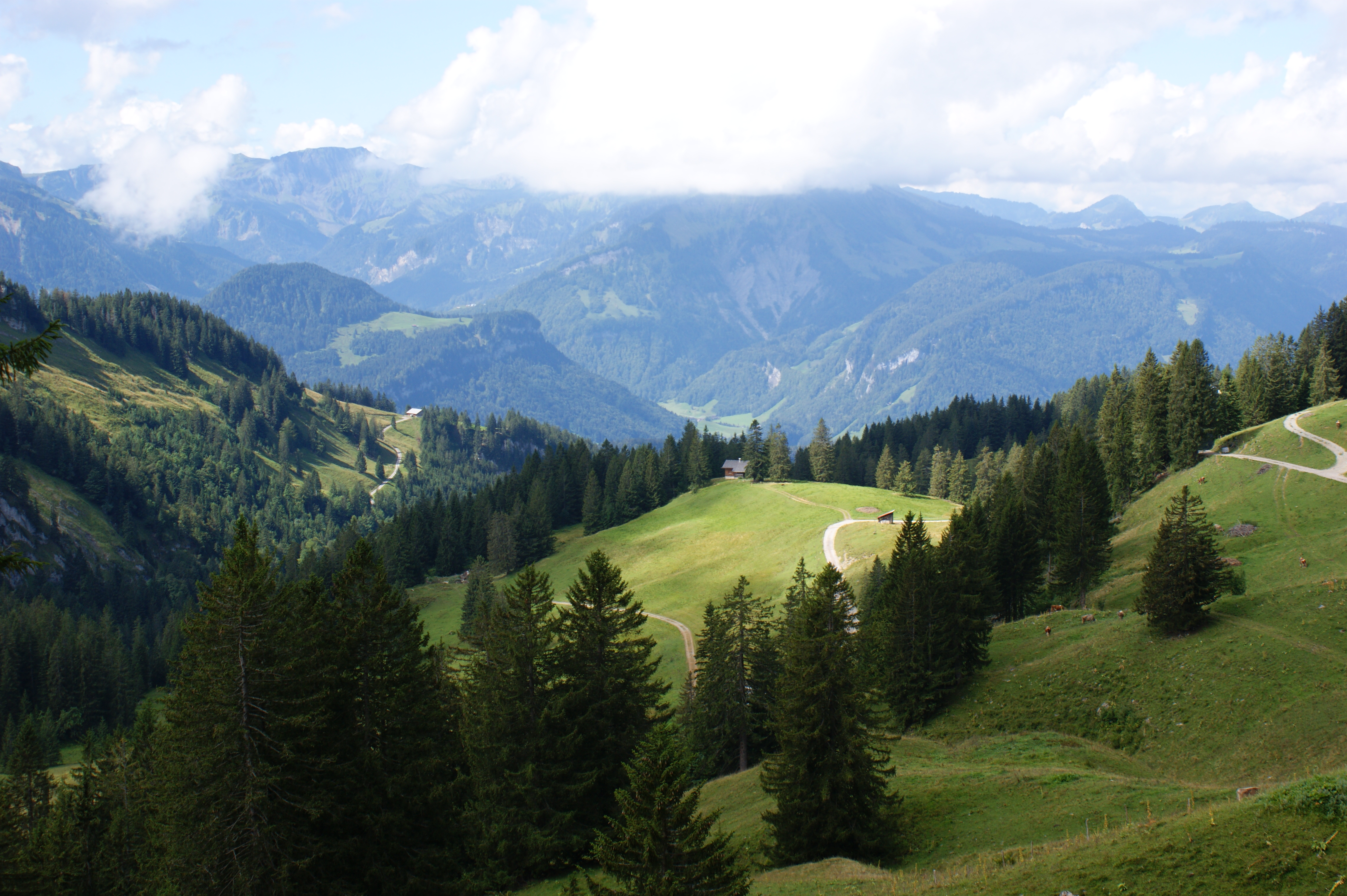
Alpe Stenn (1304 m) nel Bregenzerwald (Foresta di Bregenz) nel comune di Bezau del Vorarlberg.

L'industria del turismo impiega un numero considerevole di abitanti del Vorarlberg. Ci sono circa 12.000 dipendenti che lavorano in questo settore, rappresentanti l'11% della forza lavoro totale (107.575 nel 2015). Il flusso turistico è leggermente più elevato in inverno (1,23 milioni nel 2015) che in estate (1,14 milioni nel 2015). I pernottamenti in inverno raggiungono i 5,11 milioni, un numero piuttosto elevato rispetto alla stagione estiva che ne registra circa 3,7 milioni.
Il Vorarlberg promuove inoltre un turismo sostenibile e esperienziale, valorizzando il patrimonio naturale e culturale attraverso iniziative come il percorso gastronomico KäseStrasse e i festival culturali locali. La regione è conosciuta anche per l’ospitalità di alta qualità e le strutture ricettive attente all’ambiente.
Le regioni turistiche più visitate sono:
- il Bregenzerwald
- il distretto di Bludenz
- la regione dell'Arlberg (incluse le stazioni sciistiche di alta classe di Lech e Zürs)
- il Brandnertal
- il Montafon
- il Kleinwalsertal e
- il Großwalsertal.

#### Inverno

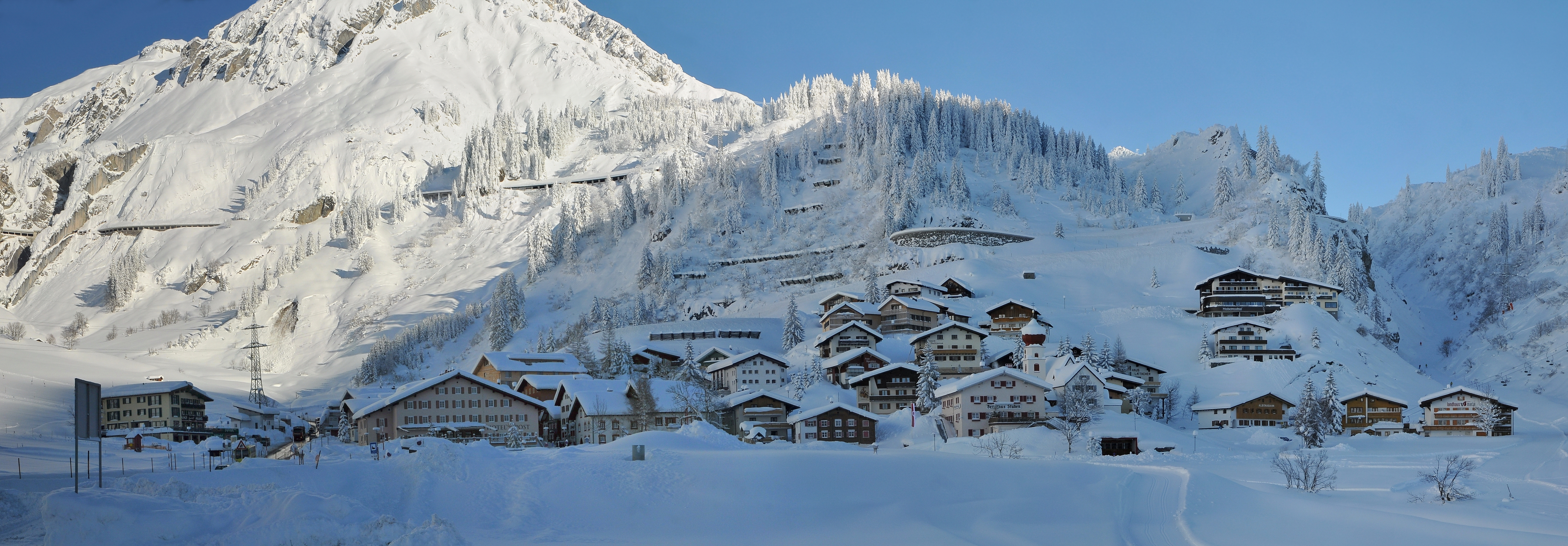
vista su Stuben am Arlberg

Le maggiori attrazioni turistiche sono le montagne e le numerose stazioni sciistiche. Nella stagione fredda, gli appassionati di sport invernali trovano le condizioni ideali per praticare sci, sci di fondo, freeride, snowboard, pattinaggio su ghiaccio, gite con i cani da slitta, gite in carrozza, slittino, neve e parchi divertimento.
Le più grandi stazioni sciistiche del Vorarlberg includono:
- Comprensorio sciistico Arlberg
  - Stuben am Arlberg
  - Lech-Zürs e Oberlech
  - Warth e Schröcken
- Comprensorio sciistico Silvretta Montafon
- Kleinwalsertal
- Brandnertal
- Comprensorio sciistico Damüls-Mellau
- Diedamskopf
- Grosses Walsertal/Fontanella-Faschina
- Klostertal

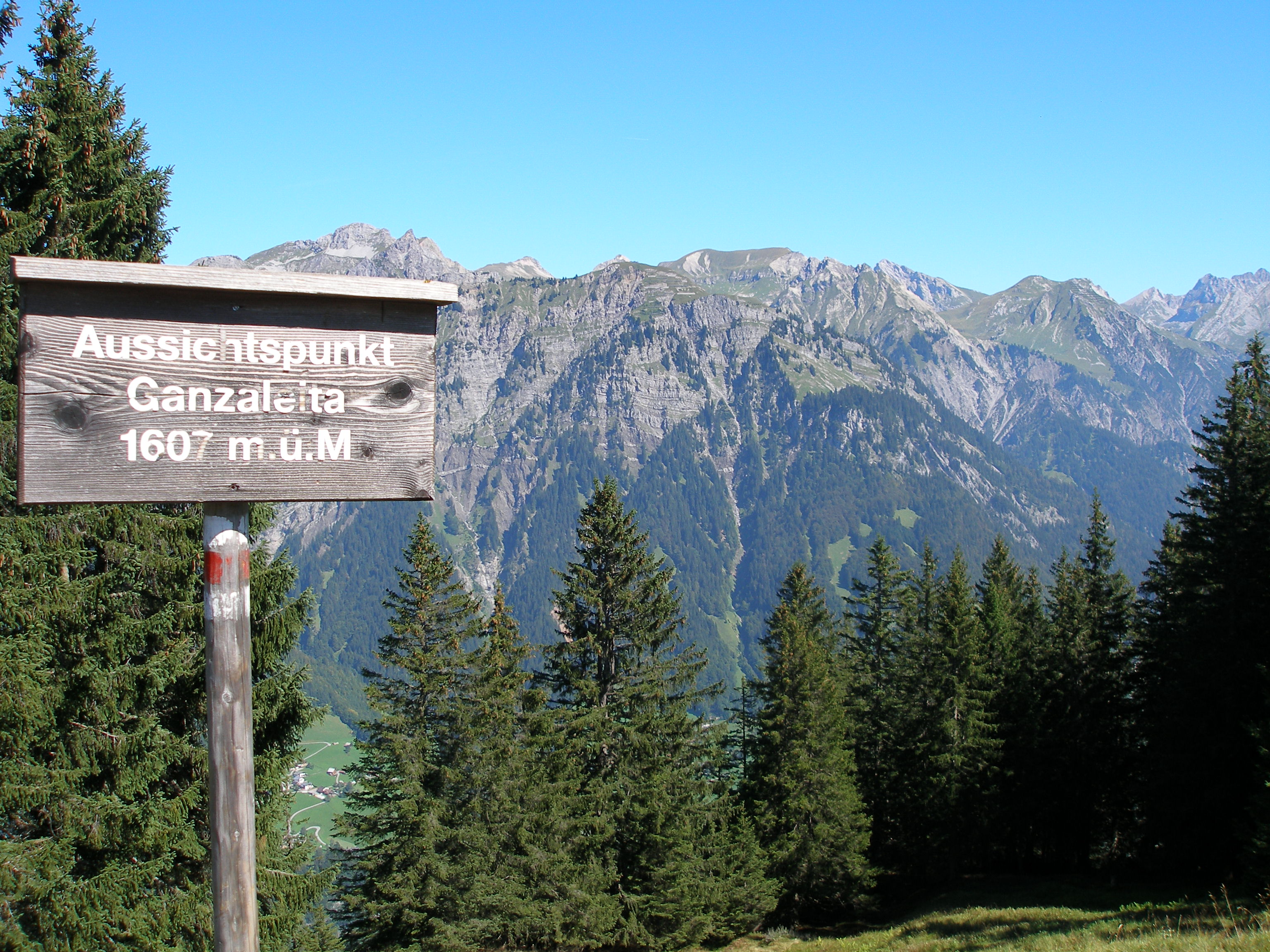
Escursioni nella valle di Montafon.

Le stazioni sciistiche Silvretta Montafon e l'Arlberg (che si trova in parte in Tirolo) sono le due più grandi aree sciistiche del Vorarlberg. Il comprensorio sciistico Arlberg è la più grande area sciistica collegata in Austria dalla stagione 2016/17. Offre 305 km di piste e 111 impianti di risalita. Comprende Lech, Zürs, Oberlech, Warth, Schröcken, Stuben am Arlberg e i comuni tirolesi di Sankt Anton e Sankt Christoph.

#### Estate
In estate, gli sport di montagna come l'escursionismo, la mountain bike, l'arrampicata e il trail-running svolgono un ruolo determinante per il turismo del Vorarlberg. In totale, il Vorarlberg ha più di 5.500 chilometri di sentieri escursionistici posti a diverse altezze per escursionisti esperti e inesperti. Molte aree sciistiche funzionano con funivie durante l'estate, il che le rende ideali per gli alpinisti.
Oltre ad ospitare uno dei Cammini di Santiago, che conduce attraverso il Vorarlberg alla Svizzera attraverso il passo dell'Arlberg, ci sono anche altri percorsi di pellegrinaggio e sentieri tematici. Tra questi i sentieri del lago di Costanza e i percorsi europei di trekking E1, E4 ed E5.

#### Cicloturismo
Il Vorarlberg vanta una rete sviluppata di piste ciclabili e itinerari per cicloturismo, collegati anche ai servizi di trasporto pubblico regionale che permettono il trasporto delle biciclette. La Vorarlberg Radroute è un percorso principale che attraversa la regione da nord a sud, connettendo il Lago di Costanza alle valli alpine. La regione ospita eventi come il Gravelbike-Festival "Into the Wold" (gravelbike o bicicletta da sterrato), che si tiene annualmente nel Bregenzerwald
Inoltre, il tratto austriaco del Bodensee-Radweg rappresenta un itinerario adatto anche a famiglie, grazie alla sua pianeggiante conformazione. Numerose strutture ricettive offrono servizi dedicati ai ciclisti, quali ripari per bici e punti di ricarica per e-bike.

## Infrastrutture e trasporti
Il Vorarlberg è servito da una rete infrastrutturale efficiente che comprende strade, ferrovie e trasporti pubblici. L'autostrada A14 collega la regione con la Svizzera e il resto dell’Austria, facilitando il traffico commerciale e turistico.
Il sistema ferroviario regionale è ben sviluppato e integrato con i mezzi pubblici urbani, consentendo spostamenti agevoli tra città e valli. La stazione ferroviaria di Bregenz funge da nodo di collegamento internazionale verso la Svizzera e la Germania.
Per quanto riguarda il trasporto aereo, l’aeroporto di Altenrhein, sebbene di dimensioni contenute, offre collegamenti con alcune destinazioni europee. Inoltre, il trasporto ciclistico è fortemente promosso, con una rete di piste ciclabili e servizi di trasporto integrati per biciclette.

### Traffico

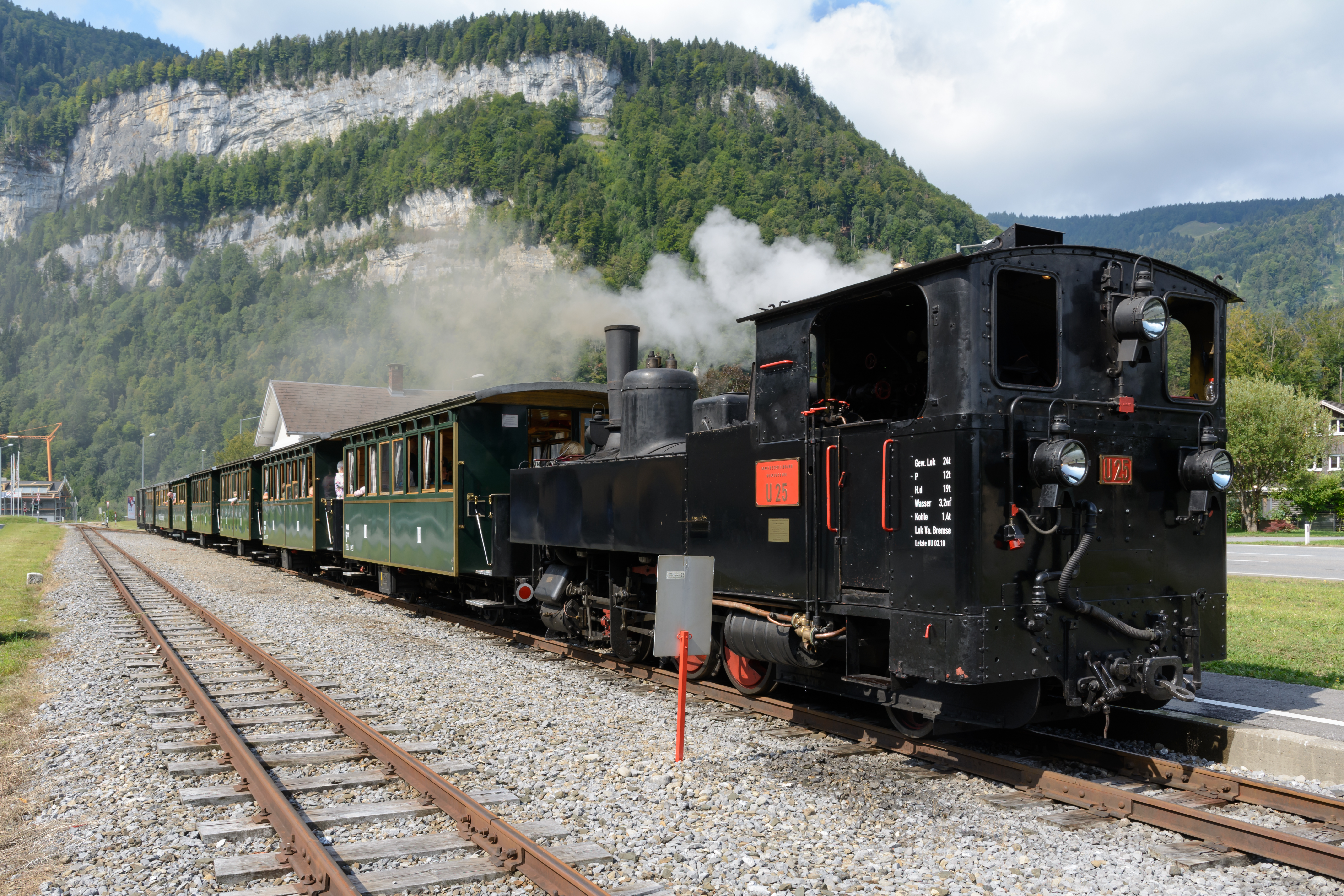
Ferrovia-museo del Bregenzerwald (Wälderbähnle) con locomotiva a vapore U25 Bezau (costruita nel 1902) alla stazione di Schwarzenberg.

L'asse principale del traffico del Vorarlberg conduce attraverso la valle del Reno alpino, il Walgau e il Klostertal fino all'Arlberg, attraverso il quale la provincia è collegata al resto dell'Austria, anche in termini di viabilità. Gli attraversamenti più degni di nota verso il Tirolo sono il Bielerhöhe, il passo dell'Arlberg e il traforo stradale dell'Arlberg, così come l'attraversamento della valle del Lech vicino a Warth.
A livello di traffico individuale, questo asse è realizzato con l'autostrada austriaca A 14 Rheintal/Walgau e la Arlberg Schnellstraße S 16 (con il tunnel stradale dell'Arlberg).

### Trasporto pubblico
Riguardo al trasporto pubblico, la linea ferroviaria Lindau-Bludenz e la ferrovia dell'Arlberg (Arlbergbahn) formano l'asse principale. Insieme alla linea ferroviaria Feldkirch-Buchs e alla linea ferroviaria St. Margrethen-Lauterach, queste linee sono servite dalle ÖBB. Inoltre, c'è la linea ferroviaria Bludenz-Schruns gestita dalla ferrovia del Montafon. I treni EuroCity da Monaco a Zurigo si fermano nel Vorarlberg alla stazione di Bregenz. I treni Railjet da Vienna a Zurigo fermano alla stazione di Feldkirch e alla stazione di Bludenz. La maggior parte della Bregenzerwaldbahn (la ferrovia del Bregenzerwald) a scartamento ridotto fu chiusa intorno al 1980. Solo una breve sezione è ancora in funzione oggi come ferrovia-museo.

## Sport

### Eventi sportivi invernali
L'anello bianco (White Ring) è una gara di sci a Lech am Arlberg. Con i suoi 22 km, il White Ring è la gara con il percorso sciistico più lungo del mondo (confermato dal Guinness World Records nel 2009). La gara comprende 5 piste, 6 impianti di risalita e una pista di sci di fondo. La gara copre un totale di 5500 metri di altitudine.
Nella stagione 2012/13, per la prima volta si è tenuta a Montafon una Coppa del Mondo di Snowboard nell'ambito della FIS Snowboard World Cup. FIS Snowboard World Cup.

### Eventi sportivi estivi
L'Hypo Meeting è una competizione di atletica leggera che si tiene ogni anno a maggio/giugno presso lo stadio Mösle di Götzis. È organizzato dall'Associazione internazionale delle federazioni di atletica leggera (IAAF) e sponsorizzato dall'omonima Hypo Vorarlberg Bank. I primi meeting Hypo sono stati organizzati a partire dal 1975 come gare maschili. Le gare femminili sono state aggiunte nel 1981.